# 아르헨티나 축구 국가대표팀
아르헨티나 축구 국가대표팀(스페인어: Selección de fútbol de Argentina 셀렉시온 데 푸트볼 데 아르헨티나[*])는 아르헨티나를 대표하는 축구 국가대표팀으로 아르헨티나의 축구 행정부인 아르헨티나 축구 협회(AFA)가 관리·운영하고 있다. 남미 축구 최강팀 중 하나로 손꼽히는 팀으로 홈 경기장은 엘 모누멘탈(에스타디오 안토니오 베스푸시오 리베르티), 현 감독은 리오넬 스칼로니이다.

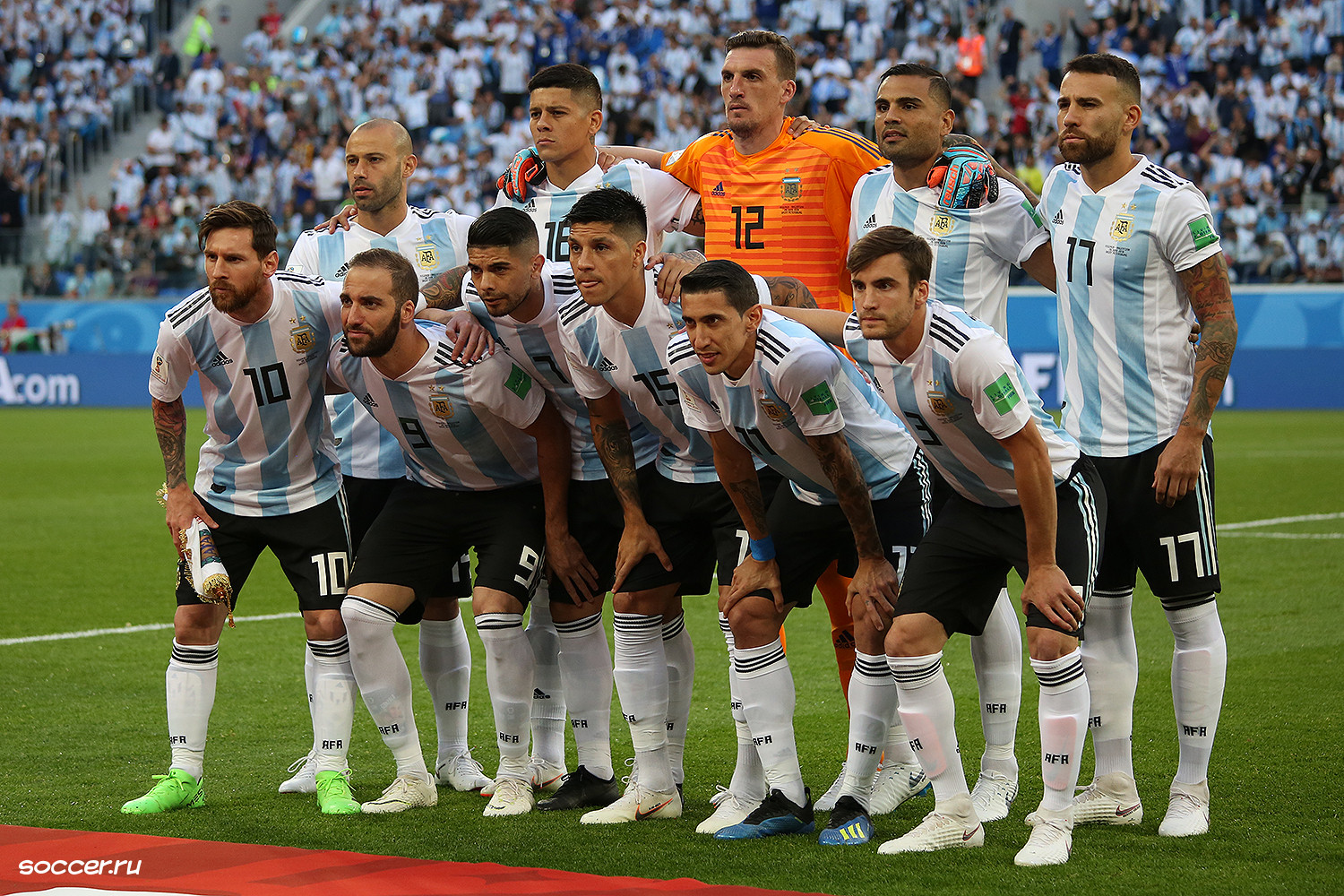
아르헨티나 축구 국가대표팀

하양-하늘 (Albicelestes) 로도 알려져 있으며 초대 월드컵이자 결승에서 우루과이에 2-4로 패했던 1930년 FIFA 월드컵을 포함하여 6회가량이나 월드컵 결승전에 올랐다. 그리고 1978년 FIFA 월드컵에서 48년만에 결승 진출에 성공했고 결승에서 네덜란드를 3-1로 꺾으며 첫 우승을 차지하였다. 또한 디에고 마라도나가 이끌었던 1986년 FIFA 월드컵에서는 결승전에서 서독을 3-2로 꺾고 우승을 차지했다. 1990년 이후 아르헨티나는 가장 최근에 결승전에서 준우승 한 때는 2014년 FIFA 월드컵에서 독일과의 연장 혈투 끝에 마리오 괴체에게 결승골을 얻어 터져 맞고 0-1로 석패 당하며 준우승을 차지했다. 8년 후 2022년 FIFA 월드컵에서는 결승전에서 프랑스를 승부차기로 꺾고 무려 36년만에 월드컵 우승컵을 차지했다. 3회 이상 월드컵을 우승한 팀으로는 브라질(5회), 이탈리아(4회), 독일(4회) 그리고 앞에서 서술한 아르헨티나(3회)뿐이며 그 이외에 월드컵 우승팀으로 우루과이(2회), 프랑스(2회), 잉글랜드(1회), 스페인(1회)이 있다. 아르헨티나는 코파 아메리카 15번의 대회에서 우승컵을 들어올리면서 우루과이와 공동 1위를 기록하면서 이 부문에서 큰 성공을 거두었고 이 가운데 1941년, 1945년, 그리고 1946년에는 트로피 없이 우승하였다. 또한 FIFA 컨페더레이션스컵과 기린컵을 모두 1992년에 우승하였고 세명만 23세를 넘는 선수로 구성된 스쿼드를 가지고 아르헨티나는 2004년 아테네 올림픽과 2008년 베이징 올림픽의 남자 축구에서 금메달을 획득하였다. 아르헨티나는 월드컵 우승 후보들 가운데 유일하게 3위 결정전에 진출한 적이 없으며 하계 올림픽 남자 축구 종목에서조차도 3위 결정전에 진출한 적이 없어서 금메달 2개와 은메달 2개를 획득하는 동안 동메달은 단 한개도 획득한 적이 없다. 아르헨티나와 프랑스만이 FIFA가 승인한 주요 대회를 모두 우승해본 국가들이다. 이 두 국가대표팀은 각 연고 대륙 대회의 우승컵도 보유하고 있다. (아르헨티나는 코파 아메리카, 프랑스는 UEFA 유럽 축구 선수권 대회) 아르헨티나는 또한 14번 중 6번의 팬아메리칸 게임 축구 우승을 경험하였는데, 이는 1951년, 1955년, 1959년, 1971년, 1995년, 그리고 2003년에 경험하였다. 아르헨티나는 브라질, 우루과이, 독일, 그리고 잉글랜드와는 역사적인 이유로 라이벌 관계를 형성하고 있다.
2007년 3월, 아르헨티나는 역사상 처음으로 FIFA 랭킹 1위에 올랐다. 2006년 FIFA 월드컵 이래로 결승에 진출한 유일한 비(非) 유럽이며 2014년 FIFA 월드컵과 2022년 FIFA 월드컵에서 결승에 진출해 2022년 FIFA 월드컵에서 통산 3회째 우승을 차지했다. 2022년 FIFA 월드컵에서 우승한 이후 축구 국가대표팀 앰블럼에 별이 하나 추가되어 총 3개가 되었는데 3개의 별을 일렬로 나란히 놓은 게 아닌, 하나를 다른 두 개의 별 위에 올려놓은 디자인으로 확정했다.

## 역사

### 초창기
아르헨티나 축구 국가대표팀은 이 때 이미 우루과이, 잉글랜드와 나란히 세계 축구 3강을 이루었다. 특히 FIFA 월드컵이 창시되기 전에 아르헨티나는 이미 1928년 하계 올림픽 남자 축구 종목에서 결승에 진출하여 우루과이와 맞붙어서 패배하고 은메달을 획득했다.

### 첫 월드컵의 선두주자
우루과이 정부와 우루과이 축구 협회에서는 출전국에 대한 모든 여비와 수당, 숙식비용 일체를 지불한다는 조건으로 기념비적인 첫 FIFA 월드컵을 개최하는 데에 성공했다. 하지만 유럽은 프랑스, 벨기에, 루마니아, 유고슬라비아 이렇게 단 4개국만 출전했으며 나머지는 미주 지역의 국가들만 참가했다. 이 대회에서 아르헨티나는 조별리그에서 프랑스를 1-0, 멕시코를 6-3, 칠레를 3-1로 승리하며 전승을 달성하고 준결승에 올랐으며 준결승에서도 미국을 6-1로 완파하고 결승에 진출했다. 결승 상대인 우루과이와는 서로 자국의 공인구를 사용하겠다고 다투었고 결국 제비뽑기로 전반전은 아르헨티나제 축구공을, 후반전에는 우루과이제 축구공을 사용하여 경기를 진행하게 되었다. 아르헨티나는 전반전을 2-1로 끝냈으나 후반전에서 일방적으로 밀리며 결국 2-4로 우루과이에게 패하고 준우승을 달성했다. 이 월드컵에서 아르헨티나의 스타플레이어인 기예르모 스타빌레가 득점왕의 영예를 차지하였다.

### 극심한 선수 유출과 쇠락기
하지만 이것이 오히려 독이 되었다. 그러니까 이후에 이탈리아에서 개최된 1934년 FIFA 월드컵에서 베니토 무솔리니가 아르헨티나에 좋은 축구 선수들이 많다는 소문을 듣고는 이제까지 아르헨티나 축구 국가대표팀의 일원인 루이스 몬티, 엔리케 과이타, 라이문도 오르시를 회유해서 이탈리아 축구 국가대표팀으로 영입해서 뛰게 했던 것이다. 이렇게 되자 극심한 선수 유출을 걱정하던 아르헨티나는 지난 대회 득점왕인 기예르모 스타빌레가 이탈리아 선수로 뛰기 싫어서 불참하는 등 고의로 실력 없는 선수들을 엔트리에 넣고 월드컵에 출전시켜서 아르헨티나보다는 한 수 아래인 스웨덴에게 2-3으로 패배하고 1라운드에서 탈락했다. 베니토 무솔리니는 월드컵을 이용하여 파시즘을 선전해야 했으므로 이탈리아를 상대하는 팀들에게마다 경기직전 락커룸에 찾아가서 총칼로 위협했다. 결국 갖은 방법으로 이탈리아는 이 월드컵에서 우승을 차지했으며 아르헨티나는 이때를 기점으로 하여 이후에도 알프레도 디 스테파노 등을 스페인에게 빼앗기는 등 극심한 선수유출에 시달리며 쇠락했다.
FIFA는 브라질에게 1950년 FIFA 월드컵 개최권을 부여했다. 이에 화가 난 아르헨티나 축구협회는 이 월드컵과 다음 월드컵인 1954년 FIFA 월드컵에 불참하였으며 이후 1958년 FIFA 월드컵에 출전했지만 초라한 성적으로 1라운드에서 조기탈락했다.
이후에도 아르헨티나의 쇠락은 눈에 띌 정도로 심각했으며 특히 1970년 FIFA 월드컵에서는 지역예선에서조차 탈락할 정도로 심각했다. 다만 1966년 FIFA 월드컵에서는 8강까지 진출하는 데에 성공했지만 개최국인 잉글랜드의 편파판정 속에 안토니오 라틴이 많은 논란 속에 퇴장당함과 동시에 온갖 편파판정에 시달린 끝에 잉글랜드에게 패했다. 잉글랜드는 이 월드컵 동안 시종일관 편파판정으로 일관했으며 결승전에서는 서독을 상대로도 편파판정으로 우승을 차지했다. 그러나 1974년 FIFA 월드컵에서 네덜란드한테 0:4로 완패 당해 비극을 남겼다. 이후 아르헨티나는 점점 기량을 회복하고 1970년대 말부터 FIFA에서 이중국적 제한규정을 도입하면서부터 점점 살아나기 시작했다.

### 홈 안방에서의 월드컵 우승
이 당시 아르헨티나는 후안 페론이 잘 다스리고 있었던 것을 갑자기 호르헤 비델라 등의 반역자들이 군사반란을 일으키고 독재정권을 성립하면서 국가가 기울기 시작했다. 호르헤 비델라는 자신의 정권을 유지하기 위한 수단으로 월드컵을 이용하려고 했다. 이 때문에 자국리그에서 뛰는 선수 위주로 엔트리를 편성했으며 해외파는 마리오 캠페스가 유일했다. 아르헨티나 축구 국가대표팀은 켐페스의 소속팀인 발렌시아 CF에 거액의 돈을 쥐어주고 월드컵을 준비하는 기간 동안 클럽에서의 경기에 일절 출장시키지 못하게 하고 자국 국가대표 경기만 뛰도록 조치했다. 게다가 비델라는 마리오 캠페스를 비롯한 아르헨티나의 대표 선수들에게 우승하지 못하면 총살시키겠다고 총칼로 협박했다.
호르헤 비델라는 아르헨티나가 보다 쉽게 결승에 진출하기 위해 유럽은 유럽끼리, 남미는 남미끼리 대진표를 묶어놓았다. 그 결과 아르헨티나는 브라질과 같은 승점을 달성했다. 그리고 아르헨티나 대 페루전을 앞두고 아르헨티나와 브라질이 페루에게 서로 뒷거래를 했다. 아르헨티나는 5점차 이상으로 패하면 페루에 무상으로 곡물 원조를 해주겠다고 했으며 브라질은 페루에게 아르헨티나를 무승부로 막아주면 선수 1명당 6만달러씩 지급하겠다고 했다. 경기 결과는 아르헨티나가 페루를 6-0으로 이겼으며 아르헨티나는 브라질을 골득실차로 따돌리고 결승에 진출했다. 당시의 브라질은 비록 펠레가 은퇴한 이후였으나 월드컵에서 우승을 차지한다 하더라도 절대로 이상할 게 없을 정도의 강팀이었다. 또한 페루 역시 당대 남미 최고의 축구선수인 테오필로 쿠비야스가 뛰는 팀으로, 실제로도 이 월드컵에서 결승에 진출한 네덜란드와 직접 대결에서는 비기고 네덜란드를 이긴 스코틀랜드를 3-1로 대승하는 등 이렇게 잘 나갔던 팀이 아르헨티나에게만 요상하게 6실점 대패를 당한 탓에 일각에서는 뇌물을 받고 그 댓가로 딱 뇌물의 금액 만큼 실점해 준 것이 아닌가 하는 의심을 하게 된다.
결승에 진출한 아르헨티나의 결승 상대는 네덜란드였다. 아르헨티나와 네덜란드는 시종일관 박빙의 승부로 연장전까지 가는 혈투 끝에 마리오 캠페스의 맹활약으로 통산 첫 우승을 달성했다.
아르헨티나를 월드컵에서 우승시킨 호르헤 비델라의 지지도는 기하급수적으로 증가했지만 월드컵의 열기가 식자 비델라의 지지도는 급감했다. 굉장히 무서운 사실은 이 월드컵 결승전이 진행되던 그 시각 경기장의 바로 옆건물에서는 비델라를 반대하는 인사를 고문하고 있었다는 점이다. 그렇기 때문에 켐페스를 비롯한 아르헨티나 선수들은 언제 그 비델라를 반대하는 인사와 똑같은 처지가 될 지 알 수 없는 불안한 상황에서 월드컵 경기에 출전했다. 그렇지만 비델라는 이 월드컵 덕분에 1982년까지 5년 동안 집권했으며 이는 군사독재정권 당시 집권했던 독재자들 중 가장 오랜 기간 동안 집권한 것이 된다.
한편 CNN을 비롯한 세계 각국의 언론에서는 아르헨티나가 이렇게 월드컵 우승한 것에 대해 '국가의 운명과 월드컵 우승을 맞바꿨다.'라든가 '월드컵 우승을 대가로 국가가 파탄났다.'라는 등의 기사를 보도했다.

### 눈물의 월드컵
아르헨티나는 호르헤 비델라가 물러난 뒤 그 후임으로 레오폴도 갈티에리가 집권했다. 이 때 갈티에리는 지지도를 상승시키기 위해 포클랜드 전쟁을 일으켰지만 패했다. 그러나 갈티에리는 오히려 전쟁에서 승리를 거두었다고 거짓 선전을 하고 있었다. 이 사실을 모른 채 1982년 FIFA 월드컵에 출전한 아르헨티나 선수단은 스페인 현지에 도착해서야 자국이 포클랜드 전쟁에서 패배했다는 사실을 알고는 대성통곡했다. 이 때문에 당시 기준으로 최고의 스타플레이어 2인방인 마리오 캠페스와 디에고 마라도나를 둘 다 보유한 가장 강력한 우승후보인 아르헨티나임에도 불구하고 월드컵 기간 내내 대성통곡만 하는 바람에 첫 경기부터 한 수 아래의 벨기에에게 패했다. 하지만 아르헨티나가 명색이 디팬딩 챔피언 자격으로 출전한 팀이였으므로 나머지 두 팀인 헝가리와 엘살바도르를 연파하고 2승 1패의 전적으로 2라운드에 진출했다.
그러나 2라운드에 진출한 아르헨티나에게 기다리는 조편성은 월드컵 역사상 최악의 죽음의 조였다. 아르헨티나, 브라질, 이탈리아로 편성된 이 죽음의 조는 3팀 모두가 FIFA 월드컵에서 우승과 준우승을 차지한 적이 있는 강팀들 뿐이었다. 하지만 이렇게 됨에도 불구하고 아르헨티나 선수단을 시종일관 대성통곡만 했으며 결국 브라질 전에서 디에고 마라도나가 브라질의 수비수를 고의로 걷어차서 퇴장당한 것이 원인이 되어 숫적 열세에 시달리며 패배했고 이탈리아에게 마저 패하면서 2라운드에서 탈락했다.
이후 아르헨티나가 포클랜드 전쟁에서 패배했다는 소문이 자국 내에서 돌게 되었고 그것이 원인이 되어 레오폴도 갈티에리는 실각했으며, 아르헨티나의 군사정권은 레이날도 비그노네를 후임 대통령으로 세우는 등 최후의 발악을 했지만 끝내 견디지 못했고, 그에 따라 아르헨티나의 군사정권은 종식을 선언하게 되었다.

### 디에고 마라도나의 활약 하의 월드컵 우승
이후 아르헨티나는 마리오 캠페스가 국가대표에서 은퇴하고 디에고 마라도나를 중심으로 팀이 재편성되었다. 마라도나를 중심으로 팀을 재편성한 아르헨티나는 1986년 FIFA 월드컵에 출전하게 되었는데 또다시 죽음의 조가 걸렸다. 지난대회에 만났던 이탈리아를 다시 만났으며 거기에 유럽의 다크호스인 불가리아와 아시아의 대한민국이 편성되었다. 아르헨티나는 첫 경기 대한민국을 상대로 마라도나의 활약으로 승리를 거두긴 했으나 이 과정에서 허정무가 거친 수비로 마라도나를 괴롭혔다. 이후 이탈리아와 무승부를 거둔 뒤 불가리아를 이기고 16강에 진출했다.
16강에서는 과거의 강자였지만 이제는 쇠락한 우루과이를 상대로 맞붙어서 우루과이를 이기고 8강에 진출했다. 문제는 8강전이였는데 8강 상대가 포클랜드 전쟁을 치른 적대국인 잉글랜드였다. 8강전이 벌어지기 전부터 이미 양국의 응원단 사이에서는 매우 험악한 분위기 속에 백주 대낮에 맥시코 도로 한복판에서 양국의 응원단끼리 패싸움을 벌였고 사상자까지 발생했다. 이에 멕시코 월드컵 조직위원회에서는 경기 당일 해당경기가 진행되는 경기장에 양국 응원단 사이에 철책을 설치했다. 아르헨티나와 잉글랜드의 8강전은 초반부터 험악한 분위기 속에 치러졌다. 경기시작 51분 만에 디에고 마라도나의 선제골로 아르헨티나가 잉글랜드를 1-0으로 앞서나갔다. 하지만 여기서 문제가 발생했다. 마라도나는 선제골을 넣을 때 헤딩하는 척 하면서 왼손 주먹으로 공을 쳐서 골을 넣었던 것이다. 사실 마라도나의 키는 168cm에 불과한 반면 잉글랜드의 골키퍼인 피터 실턴의 키는 185 cm였기 때문에 헤딩경합을 벌이게 될 경우 아예 상대조차 되지 않았다. 이러한 이유로 마라도나는 헤딩하는 척 하면서 손으로 공을 넣은 이른바 신의 손 사건을 일으킨 것이다. 이후 그로부터 약 5분 후 마라도나는 혼자서 전력질주를 한 끝에 추가골을 넣었다. 사람들은 이 두 골을 가리켜 세상에서 가장 추한 골과 세상에서 가장 멋진 골이라 부르면서 비난과 극찬을 동시에 했다. 잉글랜드는 이후 게리 리네커가 만회골을 넣었지만 경기는 결국 2-1로 종료되면서 아르헨티나가 준결승에 진출했다.
그리고 마라도나는 준결승전인 벨기에전에서도 거의 혼자 맹활약한 끝에 벨기에를 2-0으로 이기고 결승에 진출했다. 결승에서는 서독과 맞붙게 되었고 아르헨티나는 서독을 상대로 디에고 마라도나, 호르헤 발다노, 호르헤 부르차가의 삼각편대를 이용하여 2-0으로 앞서나갔다. 절망에 빠진 서독은 비장의 카드로 루디 푈러를 내세웠다. 푈러는 1골 1어시스트로 2-2 동점을 만들었지만 아르헨티나의 삼각편대를 상대하기에는 역부족이었다. 결국 아르헨티나에서 추가골을 터뜨리고 아르헨티나는 서독을 이기고 통산 2번째 우승을 차지했다.

### 쇠락하는 마라도나 의존팀
하지만 1990년대에 이르게 되자 아르헨티나의 기량도 점점 쇠락하기 시작했다. 결국 1990년 FIFA 월드컵에서 아르헨티나는 마라도나 의존팀으로 전락했으며 첫 번째 경기인 카메룬전에는 0-1로 패배했다. 두 번째 경기인 소련전에서는 2-0으로 승리했으나 세 번째 경기인 루마니아전에서는 1-1로 비겨 조 3위가 되어 와일드카드로 16강에 진출했다.
16강에서는 숙적인 브라질과 맞붙었다. 브라질은 조별리그에서 전승을 기록한 반면 아르헨티나는 카메룬에게도 져서 누가 생각해도 브라질의 압승이 예상된 경기였다. 하지만 마라도나의 어시스트를 받은 카니히아의 골로 아르헨티나는 브라질을 이기고 8강에 진출했다. 8강에서 유고슬라비아를 만난 아르헨티나는 디팬딩 챔피언임에도 불구하고 오히려 경기 내내 유고슬라비아보다 못한 경기력을 보였으며 아르헨티나는 마라도나보다도 오히려 고이코체아 골키퍼의 활약이 빛날 지경이었다. 결국 이 경기는 승부차기까지 가게 되었고 아르헨티나는 마라도나 등 2명이 실축한 반면 유고슬라비아는 3명이 실축해서 아르헨티나가 준결승에 진출했다.
준결승에서는 개최국 이탈리아를 만났다. 아르헨티나는 이탈리아에게 스킬라치의 골로 일찌감치 패색이 짙은 경기를 했으나 후반에 카니히아가 만회골을 넣어서 1-1로 팽팽하게 경기를 진행했다. 결국 또다시 승부차기를 하게 되었다. 마라도나는 이번에는 승부차기를 성공했고 이로써 아르헨티나는 모두 성공한 반면 이탈리아는 2명이 실축하면서 아르헨티나가 이탈리아를 제치고 결승에 진출했다. 그런데 마라도나는 이 경기를 전후해서 관중석을 향해 "나폴리 국민들이여, 북녘의 주적들을 응원하지 말고 너희들의 진정한 친구인 아르헨티나를 응원해다오!"라고 외치는 바람에 이탈리아 조직위원회의 성격을 건드렸다. 결국, 마라도나의 이러한 행동과 개최국이자 자국인 이탈리아의 승부차기 패배로 자극을 받은 이탈리아 조직위원회는 대놓고 서독을 우승시키기로 결심했다. 그리하여 아르헨티나가 결승에서 서독을 만나게 되자 논란의 퇴장을 2명에게 판정했다. 이에 아르헨티나는 9명으로 서독을 맞서게 되었으나 경기 양상은 여전히 팽팽하게 흘러갔다. 이에 이탈리아 조직위원회는 또다시 브레메에게 논란의 페널티킥을 판정하였으며 브레메는 이 페널티킥을 침착하게 골인시켜서 서독을 우승시켰다.
이후 마라도나는 이탈리아를 패퇴시켰다는 비난을 받으며 고통 속에 시달리다가 각종 약물에 의존하게 되었다. 이 때문에 마라도나는 1994년 FIFA 월드컵에서 도핑 테스트에서 양성 반응이 나오면서 중도 퇴출당했다. 마라도나가 없는 아르헨티나는 1994년 FIFA 월드컵에서 16강에 진출하긴 했으나 16강에서 루마니아에 2-3으로 져셔 8강 진출에 실패했다. 마라도나가 없는 아르헨티나는 이후 쇠락기를 거쳐서 바티스투타 위주로 팀을 재편성한 1998년 FIFA 월드컵이 되어서야 다시 황금세대를 누리게 되었다.
1998년 FIFA 월드컵에서 아르헨티나는 바티스투타를 내세워서 일본을 1-0으로 누른 데 이어 자메이카를 5-0으로 대승하고 크로아티아마저 1-0으로 이긴 후 16강에서 잉글랜드와 맞섰다. 당시 잉글랜드는 데이비드 베컴과 마이클 오언이 공존하는 팀인 관계로 잉글랜드 역사상 최강팀이라 불리어도 무방할 정도의 강팀이었다. 또한 양팀은 포클랜드 전쟁의 여파로 인하여 상당히 원한이 깊은 사이인 관계로 우승은 못하더라도 절대로 상대방에게만큼은 패배할 수 없는 입장이었다. 양팀의 치열한 경기 도중 베컴이 디에고 시메오네의 심리전에 말려들어 퇴장당하면서 아르헨티나의 우세로 경기 양상이 뒤바뀌었다. 그럼에도 불구하고 아르헨티나는 이러한 숫적 우세를 활용하지 못하고 결국 승부차기까지 갔다. 승부차기에서 아르헨티나는 에르난 크레스포 혼자만 실축한 반면, 잉글랜드에서 2명이 실축한 덕에 아르헨티나가 8강에 진출했다.
8강에서는 네덜란드를 만나서 치열한 공방전을 벌였으나 데니스 베르흐캄프의 결승골을 얻어맞고 1-2로 패배하여 준결승 진출이 좌절되었다.

### 마르셀로 비엘사의 임기
세계 축구계에서는 공격의 화신이라 불리는 마르셀로 비엘사가 아르헨티나 축구 국가대표팀의 감독으로 선임되어 2002년 FIFA 월드컵에 출전했다. 당시의 아르헨티나는 지역예선에서의 성적이 매우 우수했기 때문에 디팬딩 챔피언인 프랑스와 마찬가지로 가장 강력한 우승후보였다. 하지만 조추첨 결과 잉글랜드, 스웨덴, 나이지리아가 편성되는 죽음의 조에 걸렸다. 1차전 나이지리아전에서는 바티스투타의 멋진 헤딩골로 승리를 거두었으나 문제는 마르셀로 비엘사가 이 전술을 전혀 고치지 않고 그대로 밀고 나가는 커다란 우를 범했으며 그로인해 잉글랜드와 스웨덴이 아르헨티나의 이 전술의 파훼법을 열심히 연구했다. 그랬기 때문에 2차전 잉글랜드 전에서는 마이클 오언이 마우리시오 포체티노에게 시뮬레이션 액션을 시도하여 얻어낸 페널티킥을 데이비드 베컴이 성공시켰으며 이 골이 결승골이 되어 아르헨티나는 패했다. 이것 때문에 아르헨티나는 사실상 이기면 조 1위, 비기면 탈락으로 조 2위를 하기가 가장 어려운 황당한 상황에 놓였다. 아르헨티나가 조 2위를 하려면 아르헨티나가 스웨덴과 비긴 후 나이지리아가 잉글랜드를 3-0 이상으로 이겨야 하는데 어떻게 봐도 잉글랜드가 나이지리아에게 패할 것 같지가 않았기 때문이다. 스웨덴전에서는 반드시 이겨야만 하는 경기에서 오히려 스웨덴에게 비엘사의 전술이 완전히 읽힌 것이 원인이 되어, 스웨덴에게 선제골을 당하면서 시종일관 스웨덴에 끌려다니는 졸전을 하다가 크레스포가 겨우 골을 넣어서 1-1로 마무리했다. 이렇게 경기 결과가 나왔을 때, 이미 2패를 기록하여 탈락을 확정지은 나이지리아가 잉글랜드를 상대로 대승을 거둔다면 아르헨티나가 16강에 진출할 수 있었지만, 나이지리아가 잉글랜드와 무득점 무승부를 거두면서 결국 아르헨티나는 조별리그에서 나이지리아와 동반으로 탈락하고 말았다.
이 조별리그 탈락은 아르헨티나에게는 1970년 FIFA 월드컵에서 지역 예선에서 탈락한 이래 유일하게 16강 진출에 실패한 월드컵이 되게 했다.

### 호세 페케르만의 임기
결국 마르셀로 비엘사가 경질되었고, 그의 뒤를 이어 호세 페케르만이 선임되었다. 페케르만은 제일 먼저 가브리엘 바티스투타를 엔트리에서 제외시키고 그 자리에 이미 어린 나이로 세상을 놀라게 한 리오넬 메시를 편성했다. 아르헨티나는 2006년 FIFA 월드컵에서 또다시 죽음의 조에 편성되었는데 지난 대회보다 더한 죽음의 조였다. 잉글랜드보다 강력한 네덜란드, 스웨덴과 호각인 세르비아 몬테네그로, 나이지리아보다 강력한 팀이자 아프리카 최강인 코트디부아르와 같은 조가 된 것이다. 아르헨티나는 첫 경기 코트디부아르전에서 양 팀의 에이스인 에르난 크레스포와 디디에 드로그바가 골을 주고 받는 공방전 끝에 2-1로 승리했다. 세르비아 몬테네그로전에서 아르헨티나는 막시 로드리게스와 에스테반 캄비아소 등의 맹활약으로 골폭풍을 일으키며 세르비아 몬테네그로를 일방적으로 몰아붙인 끝에 6-0 대승을 거두며 단 두 경기 만에 16강 진출을 확정지었다. 마지막 네덜란드전에서는 후보선수 위주로 경기를 하여 득점없이 무승부를 기록하고 조 1위를 확정지었다.
16강에서는 멕시코를 만나 어려운 경기 끝에 2-1로 역전승하며 8강에 진출했다. 8강에서는 홈팀인 독일과 맞붙어서 선제골을 넣었으나 독일의 공격수 미로슬라프 클로제와 아르헨티나의 골키퍼 로베르토 아본단시에리가 공을 차지하기 위한 경합을 벌이던 도중 클로제가 아본단시에리의 갈비뼈를 무릎으로 가격한 것이 원인이 되어 아본단시에리는 들것에 실려갔다. 이로 인하여 아르헨티나는 앞서 아본단시에리에게 부상을 입힌 독일의 클로제에게 결국 동점골을 내주었고 경기는 승부차기까지 갔다. 승부차기에서 아르헨티나는 독일에 2-4로 패배하고 준결승 진출이 좌절되었다.

### 디에고 마라도나의 임기
아르헨티나 축구협회는 2010년 FIFA 월드컵 도중 알피오 바실레 감독을 경질하고 디에고 마라도나를 감독으로 선임했다. 하지만 마라도나는 감독 경험이 거의 전무한데다가 인격에 결함까지 있는 인물로 실력으로 보나 인격적인 측면으로 보나 양쪽 모두에서 심각한 결함이 있는 인물인 관계로 축구 감독으로서는 부적합한 인물이었다. 그럼에도 불구하고 아르헨티나 축구협회에서는 마라도나가 주장으로서 오랫동안 뛴 경험과 마라도나가 과거에 FIFA 월드컵 역사상 최고의 스타플레이어였다는 점을 감안해서 감독으로 선임했다. 하지만 결과는 지역예선부터 이미 처참했다. 일단 엔트리에서부터 실격점이였는데 후안 로만 리켈메, 에스테반 캄비아소, 하비에르 사네티 등을 대거 제외하여 팀을 쇠락하게 만들었으며 그 대체자라고 발탁한 선수라는 게 니콜라스 오타멘디, 하비에르 파스토레, 왈테르 사무엘등 실력이 부족해서 국가대표로 들어가기에 부적합하거나 실력은 있지만 부상이 잦은 선수 위주로 엔트리를 구성했다. 게다가 볼리비아와의 원정경기에서는 선수 소집조차 제대로 못해서 현지적응훈련 자체를 아예 못하고 경기시작 2시간 전에 라파즈에 도착하여 경기를 시작한 탓에 팀은 1-6으로 역사에 길이 남을 대패를 당했다. 보통 원정경기 일정이 잡히면 경기시작 3일 전에 와서 현지적응 훈련을 해야 하는 것이 축구감독으로서 기본이지만 마라도나는 이런 기본조차 되어있지 않았기 때문에 볼리비아와의 원정경기에서 경기 당일 부랴부랴 선수를 소집한 것이다. 게다가 마라도나의 부족한 지휘력 탓에 아르헨티나 축구 국가대표팀은 그 역사상 단 한번도 패한 적이 없었던 칠레 축구 국가대표팀에게 패했다. 결국 마라도나의 무능함 때문에 아르헨티나는 지역예선 탈락을 걱정해야 하는 처지에 몰리게 되었으며 칠레가 에콰도르를 이겨서야 겨우 본선에 진출할 수 있게 되었다. 아르헨티나 축구 국가대표팀이 FIFA 월드컵 본선에 자력진출하지 못한 경우는 단 3번이였는데 유일하게 지역예선에서 탈락한 1970년 FIFA 월드컵, 콜롬비아의 돌풍의 희생양이 되어 대륙간 플레이오프로 진출한 1994년 FIFA 월드컵, 감독으로서 무능한 마라도나 혼자만의 잘못으로 칠레와 에콰도르의 경기결과까지 계산해야만 했던 2010년 FIFA 월드컵이다.
본선에 진출한 이후에는 대한민국, 나이지리아, 그리스가 편성되어 3전 전승으로 16강에 진출했다. 16강에서도 비교적 약체인 멕시코를 만나 3-1로 승리를 거두고 8강에 진출했으나 8강에서 또다시 독일을 만났다. 결국 마라도나의 약점을 간파한 독일은 계속적인 역습으로 아르헨티나를 꼼짝못하게 만들었고, 아르헨티나는 독일에 0-4로 패하면서 또다시 같은 상대에게 패배해 준결승 진출이 좌절되었다. 결국 마라도나는 감독직에서 퇴출당했으며, 마라도나보다 더한 졸장인 잔 피에로 벤투라가 나타날 때까지 전세계 60억 인구가 모두 인정하는 인류 역사상 최악의 축구 감독이라는 낙인도 찍히게 되었다.

### 세르히오 바티스타의 임기
마라도나가 사퇴한 이후 세르히오 바티스타가 지휘봉을 잡았다. 하지만 팀은 손발이 맞지 않아 졸전 끝에 2011년 코파 아메리카에서 단 1승만 기록한 채 8강에서 우루과이를 상대로 승부차기 끝에 패배했다. 승부차기에서는 양팀의 10명의 키커들 중 유일하게 카를로스 테베스 혼자서만 실축했다.

### 알레한드로 사벨라의 임기
이 일로 인하여 바티스타가 경질되고, 아르헨티나 축구협회는 오직 실력 하나만으로 감독을 선발하게 되었다. 그렇게 해서 뽑힌 감독이 알레한드로 사벨라였다. 사벨라는 굉장히 노련한 감독으로 아르헨티나 축구 국가대표팀을 처음부터 끝까지 완전히 다 뜯어고쳤다. 이 과정에서 카를로스 테베스, 니콜라스 오타멘디, 하비에르 파스토레를 퇴출시켰으며 오타멘디가 있던 자리에는 마르코스 로호를 추가시켜 전력을 보강했다. 이후 아르헨티나는 2014년 FIFA 월드컵 남아메리카 지역 예선에서 16전 9승 5무 2패라는 놀라운 성적으로 1위로 본선에 진출했다. 게다가 골 득실도 16경기 35득점 15실점으로 막강한 공격력과 짠물수비를 겸비한 강팀으로 변모시켰다. 즉, 마라도나가 감독으로 있을 당시에는 지역예선 탈락을 걱정하던 팀을 사벨라가 가장 강력한 우승 후보로 변모시켜 놓은 것이다.
본선에 진출한 아르헨티나는 보스니아 헤르체고비나, 이란, 나이지리아와 같이 편성되었다. 이 조에서 아르헨티나는 3전 전승으로 16강에 진출했다.
16강부터 준결승까지 아르헨티나는 시종일관 짠물수비로 일관하며 결승에 진출했다. 16강 스위스전에서는 연장 혈투 끝에 앙헬 디 마리아의 골로 승리했으며 8강에서는 경기 초반에 곤살로 이과인의 골로 승리하고 준결승에 진출했다. 준결승에서는 디팬딩 챔피언인 스페인을 5-1로 대파하고 올라온 네덜란드와 맞서게 되었는데 네덜란드를 상대로 승부차기까지 가는 혈투 끝에 승리를 거두고 결승에 진출했다.
결승에서는 3번 연속 독일과 맞붙었다. 결승전에서 아르헨티나는 앙헬 디 마리아가 부상으로 출전할 수 없는 상황임에도 불구하고 호각의 경기력으로 독일을 괴롭혔다. 하지만 아르헨티나는 골 결정력이 부족한 탓에 계속되는 슈팅이 모두 허사로 돌아갔고 결국 연장 후반이 종료되기 직전 마리오 괴체에게 결승골을 허용하는 바람에 독일에 0-1로 패하며 준우승을 기록했다.
똑같은 팀이 단지 감독 하나만 바뀌었을 뿐인데 마라도나가 지휘봉을 잡던 시절 8강에 머물렀던 팀이 사벨라로 감독이 바뀌자 결승까지 진출했다. 게다가 2014년에 아르헨티나가 만난 팀들이 2010년에 아르헨티나가 만난 팀들보다 훨씬 강력했으며 특히 네덜란드는 2010년 FIFA 월드컵에서 준우승을 차지한 데다가 1994년 FIFA 월드컵 이후 이 월드컵까지 아르헨티나가 FIFA 월드컵 본선에서 이긴 팀 중 가장 강력한 팀이었다. 이 정도로 감독 하나만 바꾼 아르헨티나는 비교가 불가능한 수준의 성적을 낸 것이다.

### 헤라르도 마르티노의 임기
알레한드로 사벨라가 2014년 FIFA 월드컵 감독직을 수행하면서 쌓인 피로가 누적되어 더 이상 어떠한 팀의 감독직도 수행할 수 없는 상태로 심신이 크게 지쳤다. 때문에 알레한드로 사벨라는 휴양을 이유로 아르헨티나 축구협회에 심지어는 크리스티나 페르난데스 아르헨티나 대통령까지 나서서 아르헨티나 축구 국가대표팀의 감독직을 계속 수행해 달라고 요청했음에도 불구하고 사임했다. 이후 사벨라는 2020년 12월 8일에 지병인 심장병으로 사망하였다.
사벨라의 후임으로는 파라과이 축구 국가대표팀을 8강에 진출시킨바 있는 헤라르도 마르티노 감독을 선임했다.
헤라르도 마르티노가 부임한 첫 경기는 2014년 FIFA 월드컵 결승전에서 아르헨티나를 이긴 독일이였는데 아르헨티나는 앙헬 디 마리아의 활약으로 일찌감치 4골을 폭발시키면서 독일을 4-2로 완파함으로써, 그 결승전 때의 석패를 화끈하게 설욕했다. 그러나 그 이후 치러진 브라질과의 평가전에서 0-2로 패배했으며 이 때문에 FC 바르셀로나 시절부터 도마위에 올랐던 헤라르도 마르티노의 지휘력이 또다시 도마 위에 올랐다. 하지만 그 직후 약체 홍콩을 상대로 7-0으로 대승을 거두면서 일단락 지었다. 다만 헤라르도 마르티노는 그 동안 아르헨티나 축구 국가대표팀 감독을 역임한 사람들이 외면한 선수들인 에리크 라멜라, 니콜라스 가이탄 등을 중용하면서 팀의 선수층을 두텁게 했다.
이후 2015년 코파 아메리카와 코파 아메리카 센테나리오에서 아르헨티나는 두 대회 모두 결승전에 진출하였지만, 모두 잇달아 칠레에게 0-0으로 팽팽히 맞선 끝에 승부차기에서 패배하여 준우승에 그쳤다. 특히, 리오넬 메시는 코파 아메리카 센테나리오 결승전에서 승부차기를 실축하였고, 결국 준우승에 그치자 국가대표 은퇴를 선언하여 수많은 축구팬들을 충격에 빠뜨리기도 하였으며, 이후 헤라르도 마르티노도 리우 올림픽을 한 달 앞두고 전격 감독직을 사퇴하였다.

### 에드가르도 바우사의 임기
에드가르도 바우사는 별 임펙트 없이 부진을 이유로 경질당했다.

### 호르헤 삼파올리의 임기
이에 아르헨티나 축구협회는 칠레 축구 국가대표팀을 강호로 급부상시킨 호르헤 삼파올리 감독을 초빙하기에 이른다. 호르헤 삼파올리는 브라질과의 평가전을 1-0 승리로 장식하고 뒤이어 싱가포르와의 평가전도 7-0 대승으로 장식했다. 그 동안 헤라르도 마르티노와 에드가르도 바우사의 부진과는 전혀 다른 모습으로 경기를 지휘했다.
그러나 막상 2018년 FIFA 월드컵 본선에서는 골키퍼 없는 축구를 하여 상대방이 쏘는 유효 슈팅이 모조리 골로 이어지는 참사가 벌어졌으며, 그 때문에 크로아티아를 상대로 0-3이라는 말도 안 되는 점수로 패했다. 아르헨티나는 조 꼴찌까지 추락했다가 오직 나이지리아 하나만 이기고 16강에 진출했지만, 16강에서 만난 프랑스를 상대로 경기력을 압도하고도 불구하고 마찬가지로 프랑스가 쏘는 유효 슈팅이 모두 골로 이어지면서 3-4로 패했다.

### 리오넬 스칼로니의 임기

#### 36년 만에 이룬 월드컵 우승
결국 호르헤 삼파올리는 2018년 FIFA 월드컵을 마감한 후 사퇴했고, 리오넬 스칼로니 국가대표팀 수석코치가 감독 대행을 거쳐 삼파올리의 후임 감독으로 취임했다. 취임하는 과정이 웃긴데 아르헨티나 축구 협회에서 자금난에 시달리는 상태라서 저명한 감독을 선임할 비용이 많이 부족했는데 급하게 리오넬 스칼로니한테 급여를 적게 주는 조건으로 감독으로 승격시켰다. 한 마디로 돈이 없어서 그나마 돈을 조금만 줘도 되는 신인 지도자인 스칼로니를 감독으로 승격시킨 것이다.
리오넬 스칼로니는 감독으로 부임한 이후 본인의 입맛에 맞게 아르헨티나 팀의 엔트리를 조정했으며 2018년 FIFA 월드컵에 출전했던 선수 중에서는 리오넬 메시, 앙헬 디 마리아, 니콜라스 오타멘디, 프랑코 아르마니 이렇게 단 4명만 차출했다. 원래 세르히오 아궤로도 차출할 예정이었으나 아궤로가 부정맥 진단을 받으면서 더 이상 축구 선수로 활동할 수 없는 몸이 된 탓에 차출하지 못했다. 그리고 나머지 선수들로는 무명이던 에밀리아노 마르티네스를 차출한 것 정도 외에는 전부 세대 교체를 단행했다. 주로 1998년 ~ 2001년 사이 출생자 위주로 엔트리를 결성했다.
이렇게 엔트리를 짜서 나선 첫 대회인 2019년 코파 아메리카에서는 콜롬비아에게 지는 졸전 끝에 3위 결정전으로 가서 그 동안 코파 아메리카에서 아르헨티나를 괴롭혀왔던 칠레를 이기고 3위를 차지했다. 하지만 그 다음 대회인 2021년 코파 아메리카에서는 계속 승승장구 하여 결승에서 브라질을 이기고 15번째 우승을 달성했다. 이어서 벌어진 CONMEBOL-UEFA 컵 오브 챔피언스에서도 유로 2020 우승팀 이탈리아를 3-0으로 이기고 우승했다.
이렇게 스칼로니가 이끄는 아르헨티나는 무패의 팀으로 2022년 FIFA 월드컵에 참여했으나 첫 상대인 사우디아라비아를 상대로 선제골을 넣었음에도 불구하고 사우디아라비아가 아르헨티나를 오프사이드 트랩에 가두고 꼼짝못하게 만드는 바람에 사우디아라비아에게 역전패를 당하는 충격적인 일이 일어났다. 하지만 스칼로니는 "이 경기는 없는 것으로 치고 다음 2차전을 1차전으로 생각하겠다."라고 말하며 침착하게 선수들의 마음을 추스린 후 멕시코와 폴란드를 연달아 2-0으로 이기고 조 1위로 16강에 진출했다.
16강 오스트레일리아 상대로는 피지컬의 열세로 인해 굉장히 힘든 대결을 했고 첫 2골을 먼저 넣었지만 얼마되자 않아 자책골이 나오는 바람에 굉장히 위험한 상황까지 이르기도 했다. 경기 종료 직전 가랑 쿠올의 강력한 슈팅을 에밀리아노 마르티네스가 캐칭했으며 그렇게 오스트레일리아를 이기고 8강에 진출했다.
8강은 8년 전에 준결승에서 만났던 네덜란드를 다시 만났다. 하지만 안토니오 마테우 라오스가 이 경기의 심판으로 배정되면서 경기가 난장판이 되었고 심지어 아르헨티나의 레안드로 파레데스가 후반 막판에 네덜란드 벤치를 향해 고의로 슛을 때리는 추태를 부려 벤치에 있던 네덜란드 선수들이 집단으로 뛰쳐 나와 몸싸움까지 벌어지기도 했다. 결국 8년 전처럼 승부차기까지 가게 되었고 이 승부차기에서 아르헨티나는 에밀리아노 마르티네스 골키퍼가 일찌감치 네덜란드 키커의 첫 2개의 슈팅을 선방했다. 그렇게 해서 아르헨티나 키커가 넣거나 네덜란드 키커가 실축하면 그걸로 끝이었다. 물론 4번 키커 엔소 페르난데스가 실축하면서 잠깐 위기감이 감돌았지만 5번 키커 라우타로 마르티네스가 멋지게 마무리 해서 아르헨티나는 8년 전과 마찬가지로 네덜란드를 제치고 준결승에 진출했다.
준결승 크로아티아 상대로는 스칼로니의 지략이 빛났는데 윙어 없이 중앙 미드필더만 4명을 배치하는 수비로 크로아티아 선수들이 슛을 쏘기 어렵게 만들었고 이 경기에서 훌리안 알바레스는 마치 디에고 마라도나가 재래한 것처럼 엄청난 단독 돌파 드리블을 보여준 끝에 골을 넣어 크로아티아의 간담을 서늘하게 했다. 이 경기에서 알바레스는 2골을 기록하였으며 리오넬 메시의 골까지 합산해서 크로아티아를 3-0으로 이기며 결승 진출과 함께 지난 월드컵에서의 0-3 패배를 완전히 설욕하는데 성공했다.
결승을 앞두고 브라질의 해설자로 나선 카카는 "아르헨티나가 이 스쿼드로 결승을 갔다는 게 믿기지 않는다. 브라질, 잉글랜드, 스페인이 스쿼드는 훨씬 좋은데 살아남은 건 그들이 아니라 아르헨티나였다."며 크게 감탄했다.
결승 프랑스를 상대로 그 동안 쓰지 않고 벤치에 묵혀 뒀던 앙헬 디 마리아를 꺼내어 선발로 출전시키며 프랑스는 킬리안 음바페가 있는 오른쪽이 수비가 잘 진행되지 않는다는 점을 이용해 그 자리에 메시를 배치하고 반대쪽에 디 마리아를 배치했다. 그 결과 음바페는 꼼짝을 못했으며 프랑스 수비가 음바페 쪽으로 몰리는 바람에 디 마리아는 자유의 몸이 되었고 그렇게 디 마리아는 1 페널티킥과 1득점을 올려 2-0으로 앞서 나갔다. 그렇게 프랑스는 스칼로니가 짜놓은 판에 완벽하게 말려들었다. 하지만 후반전에 디 마리아를 뺀 게 문제가 되면서 음바페가 다시 살아나기 시작했고 음바페는 마치 1958년 FIFA 월드컵 당시의 펠레가 재래한 것처럼 아르헨티나 수비수들 사이에서 종횡무진 활약한 끝에 2골을 넣었다. 2-2로 비기는 상황이 되어 연장전으로 돌입했으며 연장전에 메시가 골을 넣었지만 이후 아르헨티나는 수비를 하려다 공이 곤살로 몬티엘의 팔에 맞고 나가는 바람에 페널티킥을 당했고 결국 이 페널티킥을 음바페가 넣는 바람에 3-3이 되었다. 경기 종료 20초 전에 프링스의 랑달 콜로 무아니가 에밀리아노 마르티네스와 1:1 상황에서 강슛을 쐈는데 에밀리아노 마르티네스는 본능적으로 발을 뻗어 이 슈팅을 막아냈다. 이게 들어갔다면 아르헨티나는 또다시 우승이 좌절되는 것이었으나 이걸 막아내서 승부차기로 가게 되었다.에밀리아노 마르티네스는 음바페의 슈팅을 막아내지 못했다. 하지만 킹슬리 코망의 슈팅을 선방했으며 이후에도 심리전을 구사해 오렐리앵 추아메니의 슈팅을 골대 밖으로 빗나가게 만들었다. 아르헨티나의 4번째 키커는 페널티킥으로 팀을 승부차기까지 가게 만든 주범인 몬티엘인데, 몬티엘은 프랑스의 골키퍼 위고 요리스를 속이는 슈팅으로 골을 넣고 그 자리에서 바로 오열했다. 이렇게 아르헨티나는 프랑스를 이기고 통산 3회째 우승을 달성했으며, 아르헨티나 선수들은 2년 전 심장마비로 타계한 디에고 마라도나의 영전에 우승컵을 바쳤고, 지난 1986년, 디에고 마라도나가 월드컵에서 우승했을 때의 그 세레머니를 리오넬 메시가 완벽히 재현해내기까지 했다.
리오넬 스칼로니는 월드컵 우승을 일군 감독인 데다가 2022년 FIFA 월드컵 최연소 감독일 정도로 나이까지 매우 젊어서 상당히 오랜 기간 동안 아르헨티나 축구 국가대표팀의 감독으로 재직할 가능성이 매우 높아졌다.

#### 2026년 월드컵
지역예선 1차전 홈에서 에콰도르를 상대로 메시의 그림같은 프리킥이 에콰도르의 골대로 빨려 들어가면서 아르헨티나는 1-0으로 승리했다. 이어 2차전은 극악하기로 악명 높은 볼리비아 원정 경기였음에도 불구하고 리오넬 스칼로니는 이 경기에서 리오넬 메시를 출전시키지 않았다. 그럼에도 불구하고 안방 챔피언 볼리비아를 볼리비아의 안방인 에스타디오 에르난도 실레스 스타디움에서 3-0으로 완파하는 쾌거를 달성했다. 이후 페루와 파라과이를 완파해 4연승을 기록했으며 2위권과 승점이 5점이나 벌어졌다. 2023년 예선에서는 우루과이에게 패한 것을 제외하면 모두 이겨 6전 5승 1패로 선두에 올랐으며 본선 진출 티켓이 4.5장(평균 승점 25점 정도로 대륙간 플레이오프)에서 6.5장(승점 22점 정도가 대륙간 플레이오프로 예상)으로 더 늘어난 것을 감안하면 3번 정도만 승리(승점 24점 이상)하거나 단 한번도 패하지 않으면(승점 27점 이상) 본선에 직행한다.
2024년 예선에서도 칠레를 3-0, 볼리비아를 6-0으로 완파하는 등 10차전에 이미 승점을 22점이나 달성했다. 2024년의 남은 2경기(파라과이전, 페루전)를 다 이길 경우, 아르헨티나는 본선 직행이 확정된다.
아르헨티나의 세대 교체는 매우 성공적으로 이루어져 훌리안 알바레스, 로드리고 데 폴, 알렉시스 마크 알리스테르, 엔조 페르난데스, 크리스티안 로메로, 에밀리아노 마르티네스 등 뛰어난 실력의 선수들이 대거 나타났다.
2025년 3월 26일, 7위였던 볼리비아가 엘 알토 홈에서 우루과이와 무승부를 거두는 바람에 볼리비아의 승점 부족으로 인해 아르헨티나는 경기를 하지 않고도 본선 진출을 달성했다. 그럼에도 브라질과의 홈 경기에서 4-1로 압승을 거둬 혼자만 독보적은 승점으로 1위를 차지했다.

## 홈 경기장
- 엘 모누멘탈
- 에스타디오 마리오 알베르토 켐페스

## 팀 이미지

### 유니폼
아르헨티나 축구 국가대표팀의 홈 유니폼은 흰색 바탕에 하늘색 줄무늬가 있으며 이는 홈 유니폼을 오렌지색으로만 고집하는 네덜란드 축구 국가대표팀, 홈 유니폼을 흰색과 빨간색의 체크무늬만 고집하는 크로아티아 축구 국가대표팀과 마찬가지로 이 무늬의 유니폼을 홈 유니폼으로 고집해오고 있는 팀이다. 매 월드컵마다 하늘색 줄무늬의 개수와 굵기만 달라질 뿐 아르헨티나 축구 국가대표팀의 홈 유니폼은 1910년대부터 현재에 이르기까지 100년 이상 되는 기간 동안 단 한번도 변경한 적이 없다. 다만 그 이전에는 되려 아르헨티나 축구 국가대표팀은 그냥 하늘색이었으며 이 줄무늬는 우루과이 축구 국가대표팀의 유니폼이었으나 1910년에 둘이 유니폼 색을 맞교환했다.
어웨이 유니폼은 주로 파란색 계열의 색상만 고집하며 매 월드컵때마다 색상이 달라진다. 완전히 밝은 파란색, 진한 파란색, 곤색, 남색, 검은색 등의 색깔로 매 월드컵마다 변경해왔다. 1998년 FIFA 월드컵 이후에는 2010년 FIFA 월드컵만 유일하게 밝은 파란색이였으며 그 나머지 대회에서는 거의 검은색에 가까운 남색으로 유니폼 색깔을 선택했다.
또한 아르헨티나 축구 국가대표팀의 유니폼은 매 월드컵마다 유니폼 콘테스트에서 상위권에 랭크될 정도로 멋진 디자인을 하고 있는 것이 특징이다.
2022년 FIFA 월드컵에서는 어웨이 유니폼을 전례에 없던 보라색으로 제작했다. 이는 아르헨티나 축구 국가대표팀 역사상 처음으로 파란색 계열이 아닌 색이다.

#### 유니폼 변천사
위키미디어 공용에 아르헨티나 축구 국가대표팀 유니폼 관련 미디어 자료가 있습니다.

## 코칭스태프
| 직위          | 이름            |
| ------------- | --------------- |
| 감독          | 리오넬 스칼로니 |
| 코치          | 파블로 아이마르 |
| 코치          | 로베르토 아얄라 |
| 코치          | 왈테르 사무엘   |
| 코치          | Matías Manna    |
| 피트니스 코치 | Luis Martín     |
| 골키퍼 코치   | Martín Tocalli  |

### 역대 감독
| 이름                                     | 활동 기간 |
| ---------------------------------------- | --------- |
| 앙헬 바스케스                            | 1924–1925 |
| 호세 라고 미얀                           | 1927–1928 |
| 프란시스코 올라사르                      | 1928–1929 |
| 아이모헤 모헤이라 / 후안 호세 트라무톨라 | 1929–1930 |
| 펠리페 파수치                            | 1934      |
| 마누엘 세오아네                          | 1934–1937 |
| 앙헬 페르난데스 로차                     | 1937–1939 |
| 기예르모 스타빌레                        | 1939–1960 |
| 비토리오 스피네토                        | 1960–1961 |
| 호세 다미코                              | 1961      |
| 후안 카를로스 로렌소                     | 1962–1963 |
| 알레한드로 갈란                          | 1963      |
| 오라시오 아마블레 토레스                 | 1963–1964 |
| 호세 마리아 미네야                       | 1964–1968 |
| 레나토 세사리니                          | 1968      |
| 움베르토 마스치오                        | 1968–1969 |
| 아돌포 페데르네라                        | 1969      |
| 후안 호세 피수티                         | 1969–1972 |
| 오마르 시보리                            | 1972–1974 |
| 블라디슬라오 카프 / 호세 바라카          | 1974      |
| 세사르 루이스 메노티                     | 1974–1983 |
| 카를로스 빌라르도                        | 1983–1990 |
| 알피오 바실레                            | 1990–1994 |
| 다니엘 파사레야                          | 1994–1998 |
| 마르셀로 비엘사                          | 1998–2004 |
| 호세 페케르만                            | 2004–2006 |
| 알피오 바실레                            | 2006–2008 |
| 디에고 마라도나                          | 2008–2010 |
| 세르히오 바티스타                        | 2010-2011 |
| 알레한드로 사벨라                        | 2011-2014 |
| 헤라르도 마르티노                        | 2014-2016 |
| 에드가르도 바우사                        | 2016-2017 |
| 호르헤 삼파올리                          | 2017-2018 |
| 리오넬 스칼로니                          | 2018-     |

### 현재 선수 명단
다음 27인의 선수들은 2025년 3월 21일, 25일  우루과이와  브라질의 2026년 FIFA 월드컵 예선에 참가하는 선수 명단이다.
- 출장 수와 골 수는 2024년 11월 19일  페루와의 경기 이후 기록이다.

| 번호 | 위치 | 선수                       | 생년월일 (나이)        | 출전 | 득점 | 소속                |
| ---- | ---- | -------------------------- | ---------------------- | ---- | ---- | ------------------- |
| 1    | GK   | 왈테르 베니테스            | 1993년 1월 19일(32세)  | 1    | 0    | PSV                 |
| 12   | GK   | 헤로니모 룰리              | 1992년 5월 20일(33세)  | 6    | 0    | 마르세유            |
| 23   | GK   | 에밀리아노 마르티네스      | 1992년 9월 2일(32세)   | 49   | 0    | 애스턴 빌라         |
|      |      |                            |                        |      |      |                     |
| 2    | DF   | 파쿤도 메디나              | 1999년 5월 28일(26세)  | 4    | 0    | 랑스                |
| 3    | DF   | 니콜라스 탈리아피코        | 1992년 8월 31일(32세)  | 67   | 1    | 리옹                |
| 4    | DF   | 곤살로 몬티엘              | 1997년 1월 1일(28세)   | 36   | 1    | 리버 플레이트       |
| 6    | DF   | 헤르만 페셀라              | 1991년 6월 27일(34세)  | 42   | 3    | 리버 플레이트       |
| 13   | DF   | 크리스티안 로메로          | 1998년 4월 27일(27세)  | 40   | 3    | 토트넘 홋스퍼       |
| 16   | DF   | 나우엘 몰리나              | 1998년 4월 6일(27세)   | 48   | 1    | 아틀레티코 마드리드 |
| 19   | DF   | 니콜라스 오타멘디 (부주장) | 1988년 2월 12일(37세)  | 123  | 7    | 벤피카              |
|      | DF   | 프란시스코 오르테가        | 1999년 3월 19일(26세)  | 0    | 0    | 올림피아코스        |
|      | DF   | 후안 포이스                | 1998년 1월 12일(27세)  | 18   | 0    | 비야레알            |
|      | DF   | 레오나르도 발레르디        | 1999년 1월 26일(26세)  | 5    | 0    | 마르세유            |
|      |      |                            |                        |      |      |                     |
| 5    | MF   | 레안드로 파레데스          | 1994년 6월 29일(31세)  | 70   | 5    | 로마                |
| 7    | MF   | 로드리고 데 폴             | 1994년 5월 24일(31세)  | 75   | 2    | 아틀레티코 마드리드 |
| 8    | MF   | 엔소 페르난데스            | 2001년 1월 17일(24세)  | 34   | 4    | 첼시                |
| 11   | MF   | 조바니 로 셀소             | 1996년 4월 9일(29세)   | 61   | 3    | 레알 베티스         |
| 14   | MF   | 에세키엘 팔라시오스        | 1998년 10월 5일(26세)  | 32   | 0    | 바이어 레버쿠젠     |
| 15   | MF   | 티아고 알마다              | 2001년 4월 26일(24세)  | 6    | 2    | 리옹                |
| 17   | MF   | 알레한드로 가르나초        | 2004년 7월 1일(21세)   | 8    | 0    | 맨체스터 유나이티드 |
| 20   | MF   | 알렉시스 마크 알리스테르   | 1998년 12월 24일(26세) | 36   | 3    | 리버풀              |
|      | MF   | 벤하민 도밍게스            | 2003년 9월 19일(21세)  | 0    | 0    | 볼로냐              |
|      | MF   | 줄리아노 시메오네          | 2002년 12월 18일(22세) | 1    | 0    | 아틀레티코 마드리드 |
|      | MF   | 막시모 페로네              | 2003년 1월 7일(22세)   | 0    | 0    | 코모                |
|      | MF   | 니콜라스 곤살레스          | 1998년 4월 6일(27세)   | 41   | 6    | 유벤투스            |
|      |      |                            |                        |      |      |                     |
| 9    | FW   | 훌리안 알바레스            | 2000년 1월 31일(25세)  | 42   | 11   | 아틀레티코 마드리드 |
| 10   | FW   | 리오넬 메시 (주장)         | 1987년 6월 24일(38세)  | 191  | 112  | 인터 마이애미       |
| 18   | FW   | 니코 파스                  | 2004년 9월 8일(20세)   | 1    | 0    | 코모                |
| 21   | FW   | 파울로 디발라              | 1993년 11월 15일(31세) | 40   | 4    | 로마                |
| 22   | FW   | 라우타로 마르티네스        | 1997년 8월 22일(27세)  | 70   | 32   | 인테르나치오날레    |
|      | FW   | 앙헬 코레아                | 1995년 3월 9일(30세)   | 25   | 3    | 아틀레티코 마드리드 |
|      | FW   | 클라우디오 에체베리        | 2006년 1월 2일(19세)   | 0    | 0    | 맨체스터 시티       |
|      | FW   | 산티아고 카스트로          | 2004년 9월 18일(20세)  | 0    | 0    | 볼로냐              |

### 최근 차출된 선수
아래 명단은 최근 1년 사이에 차출된 아르헨티나 대표팀 선수 명단이다.
| 위치 | 선수                     | 생년월일 (나이)        | 출전 | 득점 | 소속                | 최근 소집                        |
| ---- | ------------------------ | ---------------------- | ---- | ---- | ------------------- | -------------------------------- |
| GK   | 후안 무소                | 1994년 5월 6일(31세)   | 2    | 0    | 아틀레티코 마드리드 | 2024년 10월 15일, 볼리비아전     |
| GK   | 프랑코 아르마니은        | 1986년 10월 16일(38세) | 19   | 0    | 리버 플레이트       | 2024년 코파 아메리카             |
|      |                          |                        |      |      |                     |                                  |
| DF   | 네우엔 페레스            | 2000년 6월 24일(25세)  | 3    | 0    | 포르투              | 2024년 11월 19일, 페루전         |
| DF   | 리산드로 마르티네스      | 1998년 1월 18일(27세)  | 26   | 1    | 맨체스터 유나이티드 | 2024년 11월 14일, 파라과이전부   |
| DF   | 훌리오 솔레르            | 2005년 2월 16일(20세)  | 0    | 0    | 본머스              | 2024년 10월 15일, 볼리비아전     |
| DF   | 마르코스 아쿠냐          | 1991년 10월 28일(33세) | 61   | 0    | 리버 플레이트       | 2024년 10월 10일, 베네수엘라전부 |
| DF   | 발렌틴 바르코            | 2004년 7월 23일(21세)  | 2    | 0    | 스트라스부르        | 2024년 9월 10일, 콜롬비아전      |
| DF   | 루카스 마르티네스 콰르타 | 1996년 5월 10일(29세)  | 15   | 0    | 리버 플레이트       | 2024년 코파 아메리카             |
| DF   | 니콜라스 발렌티니        | 2001년 4월 6일(24세)   | 0    | 0    | 피오렌티나          | 2024년 3월 26일, 코스타리카전    |
| DF   | 마르코스 세네시          | 1997년 5월 10일(28세)  | 1    | 0    | 본머스              | 2024년 3월 22일, 엘살바도르전부  |
|      |                          |                        |      |      |                     |                                  |
| MF   | 파쿤도 부오나노테        | 2004년 12월 23일(20세) | 2    | 0    | 레스터 시티         | 2024년 11월 19일, 페루전         |
| MF   | 엔소 바레네체아          | 2001년 5월 11일(24세)  | 0    | 0    | 발렌시아            | 2023년 11월 19일, 페루전         |
| MF   | 기도 로드리게스          | 1994년 4월 12일(31세)  | 30   | 1    | 웨스트햄 유나이티드 | 2024년 9월 10일, 콜롬비아전      |
| MF   | 에세키엘 페르난데스      | 2002년 7월 25일(23세)  | 0    | 0    | 알카디시아          | 2024년 9월 10일, 콜롬비아전      |
|      |                          |                        |      |      |                     |                                  |
| FW   | 타티 카스테야노스        | 1998년 10월 3일(26세)  | 2    | 0    | 라치오              | 2024년 11월 19일, 페루전         |
| FW   | 발렌틴 카르보니          | 2005년 3월 5일(20세)   | 3    | 0    | 인테르나치오날레    | 2024년 10월 10일, 베네수엘라전부 |
| FW   | 마티아스 소울레          | 2003년 4월 15일(22세)  | 0    | 0    | 로마                | 2024년 9월 10일, 콜롬비아전      |
| FW   | 앙헬 디 마리아은         | 1988년 2월 14일(37세)  | 145  | 31   | 벤피카              | 2024년 코파 아메리카             |

범례
정: 출전 정지

부: 부상으로 선수단에서 제외

코: 코로나 19로 선수단에서 제외

은: 국가대표팀 은퇴

예: 예비 명단에 포함

U-23: U-23 대표팀에 차출

### 역대 국제대회 스쿼드
| FIFA 월드컵 스쿼드 - 1930년 FIFA 월드컵 스쿼드 - 1934년 FIFA 월드컵 스쿼드 - 1958년 FIFA 월드컵 스쿼드 - 1962년 FIFA 월드컵 스쿼드 - 1966년 FIFA 월드컵 스쿼드 - 1974년 FIFA 월드컵 스쿼드 - 1978년 FIFA 월드컵 스쿼드 - 1982년 FIFA 월드컵 스쿼드 - 1986년 FIFA 월드컵 스쿼드 - 1990년 FIFA 월드컵 스쿼드 - 1994년 FIFA 월드컵 스쿼드 - 1998년 FIFA 월드컵 스쿼드 - 2002년 FIFA 월드컵 스쿼드 - 2006년 FIFA 월드컵 스쿼드 - 2010년 FIFA 월드컵 스쿼드 - 2014년 FIFA 월드컵 스쿼드 - 2018년 FIFA 월드컵 스쿼드 - 2022년 FIFA 월드컵 스쿼드 | 코파 아메리카 스쿼드 - 1999년 코파 아메리카 스쿼드 - 2004년 코파 아메리카 스쿼드 - 2007년 코파 아메리카 스쿼드 - 2011년 코파 아메리카 스쿼드 - 2015년 코파 아메리카 스쿼드 - 코파 아메리카 센테나리오 스쿼드 - 2019년 코파 아메리카 스쿼드 - 2021년 코파 아메리카 스쿼드 - 2024년 코파 아메리카 스쿼드 | FIFA 컨페더레이션스컵 스쿼드 - 1992년 FIFA 컨페더레이션스컵 스쿼드 - 1995년 FIFA 컨페더레이션스컵 스쿼드 - 2005년 FIFA 컨페더레이션스컵 스쿼드 |

## 주요 성적
다음은 아르헨티나 성인 국가대표팀의 입상 기록이다.
FIFA 월드컵
- 우승 (3): 1978, 1986, 2022
- 준우승 (3): 1930, 1990, 2014
- 3위: 없음
- 4위: 없음

코파 아메리카
- 우승 (16): 1921, 1924, 1925, 1927, 1929, 1937, 1941, 1945, 1946, 1947, 1955, 1957, 1959, 1991, 1993, 2021, 2024
- 준우승 (14): 1916, 1917, 1920, 1923, 1926, 1935, 1942, 1959, 1967, 2004, 2007, 2015, 2016

- 준결승 (7): 1919, 1956, 1963, 1989, 2019 (이상 3위), 1922, 1987 (이상 4위)

FIFA 컨페더레이션스컵
- 우승 (1): 1992
- 준우승 (2): 1995, 2005

CONMEBOL-UEFA 컵 오브 챔피언스
- 우승 (2): 1993, 2022
- 준우승: 없음

하계 올림픽
- 은메달 (2): 1928

### 트로피 개수 합산
| 대회                           | 1  | 2  | 3 | 합계 |
| ------------------------------ | -- | -- | - | ---- |
| FIFA 월드컵                    | 3  | 3  | 0 | 6    |
| 코파 아메리카                  | 16 | 14 | 5 | 35   |
| FIFA 컨페더레이션스컵          | 1  | 2  | 0 | 3    |
| 하계 올림픽                    | 0  | 1  | 0 | 1    |
| CONMEBOL-UEFA 컵 오브 챔피언스 | 2  | 0  | - | 2    |
| 하계 유니버시아드              | 0  | 0  | 0 | 0    |
| 팬아메리칸 게임                | 7  | 2  | 3 | 12   |
| 합계                           | 29 | 22 | 8 | 59   |

## 개인 기록

### 선수 기록

#### 최다 출장 선수
아래 기록은 2022년 12월 18일을 기준으로 한다. (현역 선수는 굵은 글씨로 나타냄.)
| #  | 이름                | 활동 기간 | 경기 | 골 |
| -- | ------------------- | --------- | ---- | -- |
| 1  | 리오넬 메시         | 2005–현재 | 172  | 98 |
| 2  | 하비에르 마스체라노 | 2003–2018 | 147  | 3  |
| 3  | 하비에르 사네티     | 1994–2011 | 145  | 5  |
| 4  | 앙헬 디 마리아      | 2008–2024 | 129  | 28 |
| 5  | 로베르토 아얄라     | 1994–2007 | 114  | 7  |
| 6  | 디에고 시메오네     | 1988–2002 | 104  | 9  |
| 7  | 세르히오 아구에로   | 2006–2021 | 101  | 41 |
| 8  | 니콜라스 오타멘디   | 2009–현재 | 100  | 4  |
| 9  | 오스카르 루헤리     | 1983–1994 | 97   | 7  |
| 10 | 세르히오 로메로     | 2009–2018 | 96   | 0  |

#### 최다 득점 선수
아래 기록은 2022년 12월 18일을 기준으로 한다. (현역 선수는 굵은 글씨로 나타냄.)
| # | 이름                | 활동 기간 | 골 | 경기 | 경기당 평균 골 |
| - | ------------------- | --------- | -- | ---- | -------------- |
| 1 | 리오넬 메시         | 2005–현재 | 98 | 172  | 0.57           |
| 2 | 가브리엘 바티스투타 | 1991–2002 | 54 | 77   | 0.7            |
| 3 | 세르히오 아궤로     | 2006–2021 | 41 | 101  | 0.41           |
| 4 | 에르난 크레스포     | 1995–2007 | 35 | 64   | 0.55           |
| 5 | 디에고 마라도나     | 1977–1994 | 34 | 91   | 0.37           |
| 6 | 곤살로 이과인       | 2009–2018 | 31 | 75   | 0.41           |
| 7 | 앙헬 디 마리아      | 2008–2024 | 28 | 129  | 0.21           |
| 8 | 루이스 아르티메     | 1961–1967 | 24 | 25   | 0.96           |
| 9 | 레오폴도 루케       | 1975–1981 | 22 | 45   | 0.49           |
| 9 | 다니엘 파사레야     | 1976–1986 | 22 | 70   | 0.31           |

## 국제대회 기록

### FIFA 월드컵
| FIFA 월드컵 본선 기록 | FIFA 월드컵 본선 기록      | FIFA 월드컵 본선 기록      | FIFA 월드컵 본선 기록      | FIFA 월드컵 본선 기록      | FIFA 월드컵 본선 기록      | FIFA 월드컵 본선 기록      | FIFA 월드컵 본선 기록      | FIFA 월드컵 본선 기록      | FIFA 월드컵 본선 기록      | FIFA 월드컵 예선 기록                  | FIFA 월드컵 예선 기록                  | FIFA 월드컵 예선 기록                  | FIFA 월드컵 예선 기록                  | FIFA 월드컵 예선 기록                  | FIFA 월드컵 예선 기록                  | FIFA 월드컵 예선 기록                  | FIFA 월드컵 예선 기록                  |                                        |
| 년도 | 결과                       | 순위                       | 경기                       | 승                         | 무*                        | 패                         | 득점                       | 실점                       | 승점                       | 순위                                   | 경기                                   | 승                                     | 무*                                    | 패                                     | 득점                                   | 실점                                   | 승점                                   |                                        |
| --- | -------------------------- | -------------------------- | -------------------------- | -------------------------- | -------------------------- | -------------------------- | -------------------------- | -------------------------- | -------------------------- | -------------------------------------- | -------------------------------------- | -------------------------------------- | -------------------------------------- | -------------------------------------- | -------------------------------------- | -------------------------------------- | -------------------------------------- | -------------------------------------- |
| 1930년 | 준우승                     | 2위                        | 5                          | 4                          | 0                          | 1                          | 18                         | 9                          | 12                         | 자동참가                               | 자동참가                               | 자동참가                               | 자동참가                               | 자동참가                               | 자동참가                               | 자동참가                               | 자동참가                               |                                        |
| 1934년 | 1라운드1                   | 9위                        | 1                          | 0                          | 0                          | 1                          | 2                          | 3                          | 0                          | 자동진출(칠레 기권)                    | 자동진출(칠레 기권)                    | 자동진출(칠레 기권)                    | 자동진출(칠레 기권)                    | 자동진출(칠레 기권)                    | 자동진출(칠레 기권)                    | 자동진출(칠레 기권)                    | 자동진출(칠레 기권)                    |                                        |
| 1938년 | 불참                       | 불참                       | 불참                       | 불참                       | 불참                       | 불참                       | 불참                       | 불참                       | 불참                       | 기권                                   | 기권                                   | 기권                                   | 기권                                   | 기권                                   | 기권                                   | 기권                                   | 기권                                   |                                        |
| 1950년 | 불참                       | 불참                       | 불참                       | 불참                       | 불참                       | 불참                       | 불참                       | 불참                       | 불참                       | 기권                                   | 기권                                   | 기권                                   | 기권                                   | 기권                                   | 기권                                   | 기권                                   | 기권                                   |                                        |
| 1954년 | 불참                       | 불참                       | 불참                       | 불참                       | 불참                       | 불참                       | 불참                       | 불참                       | 불참                       | 불참                                   | 불참                                   | 불참                                   | 불참                                   | 불참                                   | 불참                                   | 불참                                   | 불참                                   |                                        |
| 1958년 | 조별리그                   | 13위                       | 3                          | 1                          | 0                          | 2                          | 5                          | 10                         | 3                          | 2조 1위                                | 4                                      | 3                                      | 0                                      | 1                                      | 10                                     | 2                                      | 9                                      |                                        |
| 1962년 | 조별리그                   | 10위                       | 3                          | 1                          | 1                          | 1                          | 2                          | 3                          | 4                          | 1그룹 승리                             | 2                                      | 2                                      | 0                                      | 0                                      | 11                                     | 3                                      | 6                                      |                                        |
| 1966년 | 8강                        | 5위                        | 4                          | 2                          | 1                          | 1                          | 4                          | 2                          | 7                          | 3조 1위                                | 4                                      | 3                                      | 1                                      | 0                                      | 9                                      | 2                                      | 10                                     |                                        |
| 1970년 | 예선 탈락                  | 예선 탈락                  | 예선 탈락                  | 예선 탈락                  | 예선 탈락                  | 예선 탈락                  | 예선 탈락                  | 예선 탈락                  | 예선 탈락                  | 1조 3위                                | 4                                      | 1                                      | 1                                      | 2                                      | 4                                      | 6                                      | 4                                      |                                        |
| 1974년 | 8강                        | 8위                        | 6                          | 1                          | 2                          | 3                          | 9                          | 12                         | 5                          | 2조 1위                                | 4                                      | 3                                      | 1                                      | 0                                      | 9                                      | 2                                      | 10                                     |                                        |
| 1978년 | 우승                       | 1위                        | 7                          | 5                          | 1                          | 1                          | 15                         | 4                          | 16                         | 자동참가(개최국)                       | 자동참가(개최국)                       | 자동참가(개최국)                       | 자동참가(개최국)                       | 자동참가(개최국)                       | 자동참가(개최국)                       | 자동참가(개최국)                       | 자동참가(개최국)                       |                                        |
| 1982년 | 2라운드                    | 11위                       | 5                          | 2                          | 0                          | 3                          | 8                          | 7                          | 6                          | 자동참가(전 대회 우승국)               | 자동참가(전 대회 우승국)               | 자동참가(전 대회 우승국)               | 자동참가(전 대회 우승국)               | 자동참가(전 대회 우승국)               | 자동참가(전 대회 우승국)               | 자동참가(전 대회 우승국)               | 자동참가(전 대회 우승국)               |                                        |
| 1986년 | 우승                       | 1위                        | 7                          | 6                          | 1                          | 0                          | 14                         | 5                          | 19                         | 1조 1위                                | 6                                      | 4                                      | 1                                      | 1                                      | 12                                     | 6                                      | 13                                     |                                        |
| 1990년 | 준우승                     | 2위                        | 7                          | 2                          | 3                          | 2                          | 5                          | 4                          | 9                          | 자동참가(전 대회 우승국)               | 자동참가(전 대회 우승국)               | 자동참가(전 대회 우승국)               | 자동참가(전 대회 우승국)               | 자동참가(전 대회 우승국)               | 자동참가(전 대회 우승국)               | 자동참가(전 대회 우승국)               | 자동참가(전 대회 우승국)               |                                        |
| 1994년 | 16강                       | 10위                       | 4                          | 2                          | 0                          | 2                          | 8                          | 6                          | 6                          | 1조 2위                                | 8                                      | 4                                      | 2                                      | 2                                      | 9                                      | 10                                     | 14                                     |                                        |
| 1998년 | 8강                        | 6위                        | 5                          | 3                          | 1                          | 1                          | 10                         | 4                          | 10                         | 1위                                    | 16                                     | 8                                      | 6                                      | 2                                      | 23                                     | 13                                     | 30                                     |                                        |
| 2002년 | 조별리그                   | 18위                       | 3                          | 1                          | 1                          | 1                          | 2                          | 2                          | 4                          | 1위                                    | 18                                     | 13                                     | 4                                      | 1                                      | 42                                     | 15                                     | 43                                     |                                        |
| 2006년 | 8강                        | 6위                        | 5                          | 3                          | 2                          | 0                          | 11                         | 3                          | 11                         | 2위                                    | 18                                     | 10                                     | 4                                      | 4                                      | 29                                     | 17                                     | 34                                     |                                        |
| 2010년 | 8강                        | 5위                        | 5                          | 4                          | 0                          | 1                          | 10                         | 6                          | 12                         | 4위                                    | 18                                     | 8                                      | 4                                      | 6                                      | 23                                     | 20                                     | 28                                     |                                        |
| 2014년 | 준우승                     | 2위                        | 7                          | 6                          | 0                          | 1                          | 10                         | 5                          | 18                         | 1위                                    | 16                                     | 9                                      | 5                                      | 2                                      | 35                                     | 15                                     | 32                                     |                                        |
| 2018년 | 16강                       | 15위                       | 4                          | 1                          | 1                          | 2                          | 6                          | 9                          | 4                          | 3위                                    | 18                                     | 7                                      | 7                                      | 4                                      | 19                                     | 16                                     | 28                                     |                                        |
| 2022년 | 우승                       | 1위                        | 7                          | 4                          | 2                          | 1                          | 15                         | 8                          | 14                         | 2위                                    | 17                                     | 11                                     | 6                                      | 0                                      | 27                                     | 8                                      | 39                                     |                                        |
| 2026년 | 본선 진출                  | 본선 진출                  | 본선 진출                  | 본선 진출                  | 본선 진출                  | 본선 진출                  | 본선 진출                  | 본선 진출                  | 본선 진출                  | 1위(진행중)                            | 14                                     | 10                                     | 1                                      | 3                                      | 26                                     | 8                                      | 31                                     |                                        |
| 월드컵 100주년() 2030년 | 자동 본선 진출             | 자동 본선 진출             | 자동 본선 진출             | 자동 본선 진출             | 자동 본선 진출             | 자동 본선 진출             | 자동 본선 진출             | 자동 본선 진출             | 자동 본선 진출             | 자동참가(개최국)                       | 자동참가(개최국)                       | 자동참가(개최국)                       | 자동참가(개최국)                       | 자동참가(개최국)                       | 자동참가(개최국)                       | 자동참가(개최국)                       | 자동참가(개최국)                       |                                        |
| 합계 | 18회 진출(18/22)           | 우승(3회)                  | 88                         | 48                         | 16                         | 24                         | 154                        | 102                        | 160                        | 합계                                   | 138                                    | 76                                     | 37                                     | 25                                     | 239                                    | 128                                    | 265                                    |                                        |
| 순위 | FIFA 월드컵 역대 순위: 3위 | FIFA 월드컵 역대 순위: 3위 | FIFA 월드컵 역대 순위: 3위 | FIFA 월드컵 역대 순위: 3위 | FIFA 월드컵 역대 순위: 3위 | FIFA 월드컵 역대 순위: 3위 | FIFA 월드컵 역대 순위: 3위 | FIFA 월드컵 역대 순위: 3위 | FIFA 월드컵 역대 순위: 3위 | 월드컵 예선 승점 순위: 11위 (남미 1위) | 월드컵 예선 승점 순위: 11위 (남미 1위) | 월드컵 예선 승점 순위: 11위 (남미 1위) | 월드컵 예선 승점 순위: 11위 (남미 1위) | 월드컵 예선 승점 순위: 11위 (남미 1위) | 월드컵 예선 승점 순위: 11위 (남미 1위) | 월드컵 예선 승점 순위: 11위 (남미 1위) | 월드컵 예선 승점 순위: 11위 (남미 1위) | 월드컵 예선 승점 순위: 11위 (남미 1위) |
| 1: 이탈리아 축구 국가대표팀에게 루이스 몬티, 엔리케 과이타, 라이문도 오르시 등의 주력선수들을 상당수 빼앗기고 이 여파로 제대로 뛸 수 없었다. |                            |                            |                            |                            |                            |                            |                            |                            |                            |                                        |                                        |                                        |                                        |                                        |                                        |                                        |                                        |                                        |

자세한 내용은 아르헨티나의 FIFA 월드컵 성적 항목 참조

### CONMEBOL코파 아메리카
| CONMEBOL 코파 아메리카 기록 | CONMEBOL 코파 아메리카 기록      | CONMEBOL 코파 아메리카 기록      | CONMEBOL 코파 아메리카 기록      | CONMEBOL 코파 아메리카 기록      | CONMEBOL 코파 아메리카 기록      | CONMEBOL 코파 아메리카 기록      | CONMEBOL 코파 아메리카 기록      | CONMEBOL 코파 아메리카 기록      | CONMEBOL 코파 아메리카 기록      |
| 년도                        | 결과                             | 순위                             | 경기                             | 승                               | 무*                              | 패                               | 득점                             | 실점                             | 승점                             |
| 남미 축구 선수권 대회       | 남미 축구 선수권 대회            | 남미 축구 선수권 대회            | 남미 축구 선수권 대회            | 남미 축구 선수권 대회            | 남미 축구 선수권 대회            | 남미 축구 선수권 대회            | 남미 축구 선수권 대회            | 남미 축구 선수권 대회            | 남미 축구 선수권 대회            |
| --------------------------- | -------------------------------- | -------------------------------- | -------------------------------- | -------------------------------- | -------------------------------- | -------------------------------- | -------------------------------- | -------------------------------- | -------------------------------- |
| 1916년                      | 결선리그                         | 2위                              | 3                                | 1                                | 2                                | 0                                | 7                                | 2                                | 5                                |
| 1917년                      | 결선리그                         | 2위                              | 3                                | 2                                | 0                                | 1                                | 5                                | 3                                | 6                                |
| 1919년                      | 결선리그                         | 3위                              | 3                                | 1                                | 0                                | 2                                | 7                                | 7                                | 3                                |
| 1920년                      | 결선리그                         | 2위                              | 3                                | 1                                | 2                                | 0                                | 4                                | 2                                | 5                                |
| 1921년                      | 결선리그                         | 우승                             | 3                                | 3                                | 0                                | 0                                | 5                                | 0                                | 9                                |
| 1922년                      | 결선리그                         | 4위                              | 4                                | 2                                | 0                                | 2                                | 6                                | 3                                | 6                                |
| 1923년                      | 결선리그                         | 2위                              | 3                                | 2                                | 0                                | 1                                | 6                                | 6                                | 6                                |
| 1924년                      | 결선리그                         | 2위                              | 3                                | 1                                | 2                                | 0                                | 2                                | 0                                | 5                                |
| 1925년                      | 결선리그                         | 우승                             | 4                                | 3                                | 1                                | 0                                | 11                               | 4                                | 10                               |
| 1926년                      | 결선리그                         | 2위                              | 4                                | 2                                | 1                                | 1                                | 14                               | 3                                | 7                                |
| 1927년                      | 결선리그                         | 우승                             | 3                                | 3                                | 0                                | 0                                | 15                               | 4                                | 9                                |
| 1929년                      | 결선리그                         | 우승                             | 3                                | 3                                | 0                                | 0                                | 9                                | 1                                | 9                                |
| 1935년                      | 결선리그                         | 2위                              | 3                                | 2                                | 0                                | 1                                | 8                                | 5                                | 6                                |
| 1937년                      | 결선리그                         | 우승                             | 6                                | 5                                | 0                                | 1                                | 14                               | 5                                | 15                               |
| 1939년                      | 기권                             | 기권                             | 기권                             | 기권                             | 기권                             | 기권                             | 기권                             | 기권                             | 기권                             |
| 1941년                      | 결선리그                         | 우승                             | 4                                | 4                                | 0                                | 0                                | 10                               | 2                                | 12                               |
| 1942년                      | 결선리그                         | 준우승                           | 6                                | 5                                | 0                                | 1                                | 21                               | 6                                | 15                               |
| 1945년                      | 결선리그                         | 우승                             | 6                                | 5                                | 1                                | 0                                | 22                               | 5                                | 16                               |
| 1946년                      | 결선리그                         | 우승                             | 5                                | 5                                | 0                                | 0                                | 17                               | 3                                | 15                               |
| 1947년                      | 결선리그                         | 우승                             | 7                                | 6                                | 1                                | 0                                | 28                               | 4                                | 19                               |
| 1949년                      | 기권                             | 기권                             | 기권                             | 기권                             | 기권                             | 기권                             | 기권                             | 기권                             | 기권                             |
| 1953년                      | 기권                             | 기권                             | 기권                             | 기권                             | 기권                             | 기권                             | 기권                             | 기권                             | 기권                             |
| 1955년                      | 결선리그                         | 우승                             | 5                                | 4                                | 1                                | 0                                | 18                               | 6                                | 13                               |
| 1956년                      | 결선리그                         | 3위                              | 5                                | 3                                | 0                                | 2                                | 5                                | 3                                | 9                                |
| 1957년                      | 결선리그                         | 우승                             | 6                                | 5                                | 0                                | 1                                | 25                               | 6                                | 15                               |
| 1959년                      | 결선리그                         | 우승                             | 6                                | 5                                | 1                                | 0                                | 19                               | 5                                | 16                               |
| 1959년                      | 결선리그                         | 준우승                           | 4                                | 2                                | 1                                | 1                                | 9                                | 9                                | 7                                |
| 1963년                      | 결선리그                         | 3위                              | 6                                | 3                                | 1                                | 2                                | 15                               | 10                               | 10                               |
| 1967년                      | 결선리그                         | 준우승                           | 5                                | 4                                | 0                                | 1                                | 12                               | 3                                | 12                               |
| CONMEBOL 코파 아메리카      |                                  |                                  |                                  |                                  |                                  |                                  |                                  |                                  |                                  |
| 1975년                      | 예선탈락                         | 5위                              | 4                                | 2                                | 0                                | 2                                | 17                               | 4                                | 6                                |
| 1979년                      | 예선탈락                         | 8위                              | 4                                | 1                                | 1                                | 2                                | 7                                | 6                                | 4                                |
| 1983년                      | 예선탈락                         | 6위                              | 4                                | 1                                | 3                                | 0                                | 5                                | 4                                | 6                                |
| 1987년                      | 준결승                           | 4위                              | 4                                | 1                                | 1                                | 2                                | 5                                | 4                                | 4                                |
| 1989년                      | 결선리그                         | 3위                              | 7                                | 2                                | 3                                | 2                                | 2                                | 4                                | 9                                |
| 1991년                      | 우승                             | 1위                              | 7                                | 6                                | 1                                | 0                                | 16                               | 6                                | 19                               |
| 1993년                      | 우승                             | 1위                              | 6                                | 2                                | 4                                | 0                                | 6                                | 4                                | 10                               |
| 1995년                      | 8강                              | 5위                              | 4                                | 2                                | 1                                | 1                                | 8                                | 6                                | 7                                |
| 1997년                      | 8강                              | 6위                              | 4                                | 1                                | 2                                | 1                                | 4                                | 3                                | 5                                |
| 1999년                      | 8강                              | 8위                              | 4                                | 2                                | 0                                | 2                                | 6                                | 6                                | 6                                |
| 2001년                      | 기권                             | 기권                             | 기권                             | 기권                             | 기권                             | 기권                             | 기권                             | 기권                             | 기권                             |
| 2004년                      | 준우승                           | 2위                              | 6                                | 4                                | 1                                | 1                                | 16                               | 6                                | 13                               |
| 2007년                      | 준우승                           | 2위                              | 6                                | 5                                | 0                                | 1                                | 16                               | 6                                | 15                               |
| 2011년                      | 8강                              | 7위                              | 4                                | 1                                | 3                                | 0                                | 5                                | 2                                | 6                                |
| 2015년                      | 준우승                           | 2위                              | 6                                | 3                                | 3                                | 0                                | 10                               | 3                                | 12                               |
| 2016년                      | 준우승                           | 2위                              | 6                                | 5                                | 1                                | 0                                | 18                               | 2                                | 16                               |
| 2019년                      | 결선리그                         | 3위                              | 6                                | 3                                | 1                                | 2                                | 7                                | 6                                | 10                               |
| 2021년                      | 우승                             | 1위                              | 7                                | 5                                | 2                                | 0                                | 12                               | 3                                | 17                               |
| 2024년                      | 우승                             | 1위                              | 6                                | 5                                | 1                                | 0                                | 9                                | 1                                | 16                               |
| 합계                        | 44회 진출(44/48)                 | 우승(16회)                       | 201                              | 128                              | 40                               | 33                               | 471                              | 180                              | 424                              |
| 순위                        | CONMEBOL 코파 아메리카 순위: 1위 | CONMEBOL 코파 아메리카 순위: 1위 | CONMEBOL 코파 아메리카 순위: 1위 | CONMEBOL 코파 아메리카 순위: 1위 | CONMEBOL 코파 아메리카 순위: 1위 | CONMEBOL 코파 아메리카 순위: 1위 | CONMEBOL 코파 아메리카 순위: 1위 | CONMEBOL 코파 아메리카 순위: 1위 | CONMEBOL 코파 아메리카 순위: 1위 |

### FIFA 컨페더레이션스컵
| FIFA 컨페더레이션스컵 기록 | FIFA 컨페더레이션스컵 기록           | FIFA 컨페더레이션스컵 기록           | FIFA 컨페더레이션스컵 기록           | FIFA 컨페더레이션스컵 기록           | FIFA 컨페더레이션스컵 기록           | FIFA 컨페더레이션스컵 기록           | FIFA 컨페더레이션스컵 기록           | FIFA 컨페더레이션스컵 기록           | FIFA 컨페더레이션스컵 기록           |
| 년도                       | 결과                                 | 순위                                 | 경기                                 | 승                                   | 무*                                  | 패                                   | 득점                                 | 실점                                 | 승점                                 |
| -------------------------- | ------------------------------------ | ------------------------------------ | ------------------------------------ | ------------------------------------ | ------------------------------------ | ------------------------------------ | ------------------------------------ | ------------------------------------ | ------------------------------------ |
| 1992년                     | 우승                                 | 1위                                  | 2                                    | 2                                    | 0                                    | 0                                    | 7                                    | 1                                    | 6                                    |
| 1995년                     | 준우승                               | 2위                                  | 3                                    | 1                                    | 1                                    | 1                                    | 5                                    | 3                                    | 4                                    |
| 1997년                     | 진출 실패                            | 진출 실패                            | 진출 실패                            | 진출 실패                            | 진출 실패                            | 진출 실패                            | 진출 실패                            | 진출 실패                            | 진출 실패                            |
| 1999년                     | 진출 실패                            | 진출 실패                            | 진출 실패                            | 진출 실패                            | 진출 실패                            | 진출 실패                            | 진출 실패                            | 진출 실패                            | 진출 실패                            |
| 2001년                     | 진출 실패                            | 진출 실패                            | 진출 실패                            | 진출 실패                            | 진출 실패                            | 진출 실패                            | 진출 실패                            | 진출 실패                            | 진출 실패                            |
| 2003년                     | 진출 실패                            | 진출 실패                            | 진출 실패                            | 진출 실패                            | 진출 실패                            | 진출 실패                            | 진출 실패                            | 진출 실패                            | 진출 실패                            |
| 2005년                     | 준우승                               | 2위                                  | 5                                    | 2                                    | 2                                    | 1                                    | 10                                   | 10                                   | 8                                    |
| 2009년                     | 진출 실패                            | 진출 실패                            | 진출 실패                            | 진출 실패                            | 진출 실패                            | 진출 실패                            | 진출 실패                            | 진출 실패                            | 진출 실패                            |
| 2013년                     | 진출 실패                            | 진출 실패                            | 진출 실패                            | 진출 실패                            | 진출 실패                            | 진출 실패                            | 진출 실패                            | 진출 실패                            | 진출 실패                            |
| 2017년                     | 진출 실패                            | 진출 실패                            | 진출 실패                            | 진출 실패                            | 진출 실패                            | 진출 실패                            | 진출 실패                            | 진출 실패                            | 진출 실패                            |
| 합계                       | 3회 진출(3/10)                       | 우승(2회)                            | 10                                   | 5                                    | 3                                    | 2                                    | 22                                   | 14                                   | 18                                   |
| 순위                       | FIFA 컨페더레이션스컵 역대 순위: 7위 | FIFA 컨페더레이션스컵 역대 순위: 7위 | FIFA 컨페더레이션스컵 역대 순위: 7위 | FIFA 컨페더레이션스컵 역대 순위: 7위 | FIFA 컨페더레이션스컵 역대 순위: 7위 | FIFA 컨페더레이션스컵 역대 순위: 7위 | FIFA 컨페더레이션스컵 역대 순위: 7위 | FIFA 컨페더레이션스컵 역대 순위: 7위 | FIFA 컨페더레이션스컵 역대 순위: 7위 |

### 하계 올림픽
| 올림픽 축구 기록 | 올림픽 축구 기록 | 올림픽 축구 기록 | 올림픽 축구 기록 | 올림픽 축구 기록 | 올림픽 축구 기록 | 올림픽 축구 기록 | 올림픽 축구 기록 | 올림픽 축구 기록 | 올림픽 축구 기록 |
| 년도             | 결과             | 순위             | 경기             | 승               | 무*              | 패               | 득점             | 실점             | 승점             |
| ---------------- | ---------------- | ---------------- | ---------------- | ---------------- | ---------------- | ---------------- | ---------------- | ---------------- | ---------------- |
| 1900년           | 불참             | 불참             | 불참             | 불참             | 불참             | 불참             | 불참             | 불참             | 불참             |
| 1904년           | 불참             | 불참             | 불참             | 불참             | 불참             | 불참             | 불참             | 불참             | 불참             |
| 1908년           | 불참             | 불참             | 불참             | 불참             | 불참             | 불참             | 불참             | 불참             | 불참             |
| 1912년           | 불참             | 불참             | 불참             | 불참             | 불참             | 불참             | 불참             | 불참             | 불참             |
| 1920년           | 불참             | 불참             | 불참             | 불참             | 불참             | 불참             | 불참             | 불참             | 불참             |
| 1924년           | 불참             | 불참             | 불참             | 불참             | 불참             | 불참             | 불참             | 불참             | 불참             |
| 1928년           | 은메달           | 준우승           | 5                | 3                | 1                | 1                | 25               | 8                | 10               |
| 1936년           | 불참             | 불참             | 불참             | 불참             | 불참             | 불참             | 불참             | 불참             | 불참             |
| 1948년           | 불참             | 불참             | 불참             | 불참             | 불참             | 불참             | 불참             | 불참             | 불참             |
| 1952년           | 불참             | 불참             | 불참             | 불참             | 불참             | 불참             | 불참             | 불참             | 불참             |
| 1956년           | 불참             | 불참             | 불참             | 불참             | 불참             | 불참             | 불참             | 불참             | 불참             |
| 1960년           | 조별리그         | 7위              | 3                | 2                | 0                | 1                | 6                | 4                | 6                |
| 1964년           | 조별리그         | 10위             | 2                | 0                | 1                | 1                | 3                | 4                | 1                |
| 1968년           | 진출 실패        | 진출 실패        | 진출 실패        | 진출 실패        | 진출 실패        | 진출 실패        | 진출 실패        | 진출 실패        | 진출 실패        |
| 1972년           | 진출 실패        | 진출 실패        | 진출 실패        | 진출 실패        | 진출 실패        | 진출 실패        | 진출 실패        | 진출 실패        | 진출 실패        |
| 1976년           | 진출 실패        | 진출 실패        | 진출 실패        | 진출 실패        | 진출 실패        | 진출 실패        | 진출 실패        | 진출 실패        | 진출 실패        |
| 1980년           | 불참             | 불참             | 불참             | 불참             | 불참             | 불참             | 불참             | 불참             | 불참             |
| 1984년           | 진출 실패        | 진출 실패        | 진출 실패        | 진출 실패        | 진출 실패        | 진출 실패        | 진출 실패        | 진출 실패        | 진출 실패        |
| 1988년           | 8강              | 8위              | 4                | 1                | 1                | 2                | 4                | 5                | 4                |
| 합계             | 9회 진출(4/20)   | 은메달(1회)      | 14               | 6                | 3                | 5                | 38               | 20               | 21               |

### 팬아메리칸 게임
| 팬아메리칸 게임 기록 | 팬아메리칸 게임 기록 | 팬아메리칸 게임 기록 | 팬아메리칸 게임 기록 | 팬아메리칸 게임 기록 | 팬아메리칸 게임 기록 | 팬아메리칸 게임 기록 | 팬아메리칸 게임 기록 | 팬아메리칸 게임 기록 | 팬아메리칸 게임 기록 |
| 년도                 | 결과                 | 순위                 | 경기                 | 승                   | 무*                  | 패                   | 득점                 | 실점                 | 승점                 |
| -------------------- | -------------------- | -------------------- | -------------------- | -------------------- | -------------------- | -------------------- | -------------------- | -------------------- | -------------------- |
| 1951년               | 금메달               | 우승                 | 4                    | 4                    | 0                    | 0                    | 16                   | 2                    | 12                   |
| 1955년               | 금메달               | 우승                 | 6                    | 5                    | 1                    | 0                    | 23                   | 7                    | 16                   |
| 1959년               | 금메달               | 우승                 | 6                    | 5                    | 1                    | 0                    | 20                   | 4                    | 16                   |
| 1963년               | 은메달               | 준우승               | 4                    | 2                    | 2                    | 0                    | 11                   | 3                    | 8                    |
| 1967년               | 조별리그             | 5위                  | 3                    | 1                    | 1                    | 1                    | 7                    | 3                    | 4                    |
| 1971년               | 금메달               | 우승                 | 8                    | 6                    | 2                    | 0                    | 13                   | 4                    | 20                   |
| 1975년               | 동메달               | 3위                  | 6                    | 5                    | 1                    | 0                    | 19                   | 1                    | 16                   |
| 1979년               | 동메달               | 3위                  | 5                    | 4                    | 1                    | 0                    | 9                    | 0                    | 13                   |
| 1983년               | 조별리그             | 10위                 | 2                    | 0                    | 0                    | 2                    | 0                    | 4                    | 0                    |
| 1987년               | 동메달               | 3위                  | 5                    | 3                    | 1                    | 1                    | 11                   | 3                    | 10                   |
| 1991년               | 진출 실패            | 진출 실패            | 진출 실패            | 진출 실패            | 진출 실패            | 진출 실패            | 진출 실패            | 진출 실패            | 진출 실패            |
| 1995년               | 금메달               | 우승                 | 6                    | 4                    | 2                    | 0                    | 10                   | 4                    | 14                   |
| 1999년               | 진출 실패            | 진출 실패            | 진출 실패            | 진출 실패            | 진출 실패            | 진출 실패            | 진출 실패            | 진출 실패            | 진출 실패            |
| 2003년               | 금메달               | 우승                 | 5                    | 5                    | 0                    | 0                    | 10                   | 5                    | 15                   |
| 2007년               | 조별리그             | 9위                  | 3                    | 0                    | 2                    | 1                    | 1                    | 3                    | 2                    |
| 2011년               | 은메달               | 준우승               | 5                    | 3                    | 1                    | 1                    | 6                    | 2                    | 10                   |
| 2015년               | 진출 실패            | 진출 실패            | 진출 실패            | 진출 실패            | 진출 실패            | 진출 실패            | 진출 실패            | 진출 실패            | 진출 실패            |
| 합계                 | 14회 진출(14/17)     | 금메달(6회)          | 68                   | 47                   | 15                   | 6                    | 156                  | 45                   | 156                  |

## 같이 보기
- 아르헨티나 U-23 축구 국가대표팀
- 아르헨티나 U-20 축구 국가대표팀
- 아르헨티나 축구 협회
- 신의 손
- 마라도나교